# Eisenbahntunnel

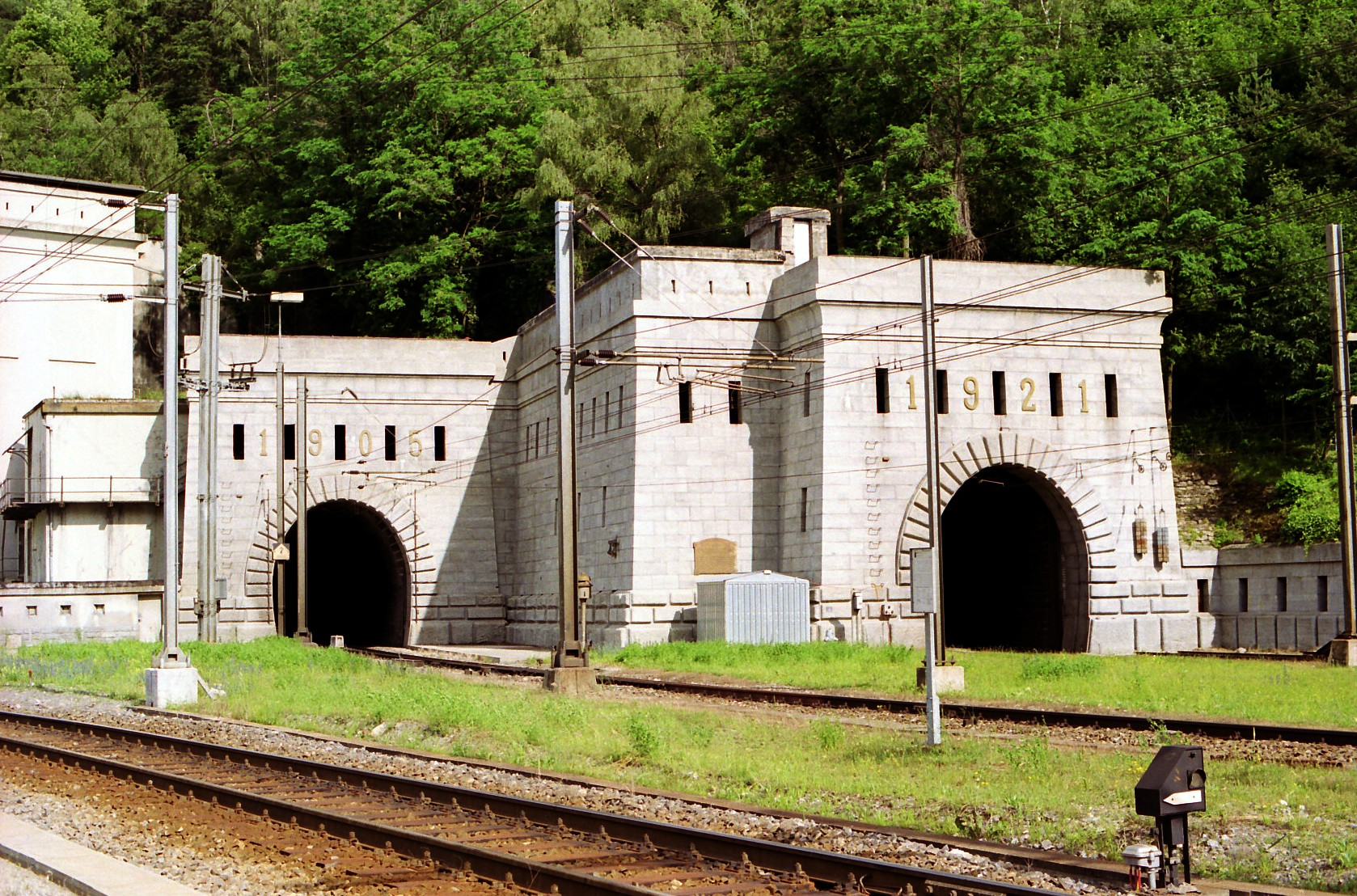
Simplontunnel (Nordportal) in der Schweiz

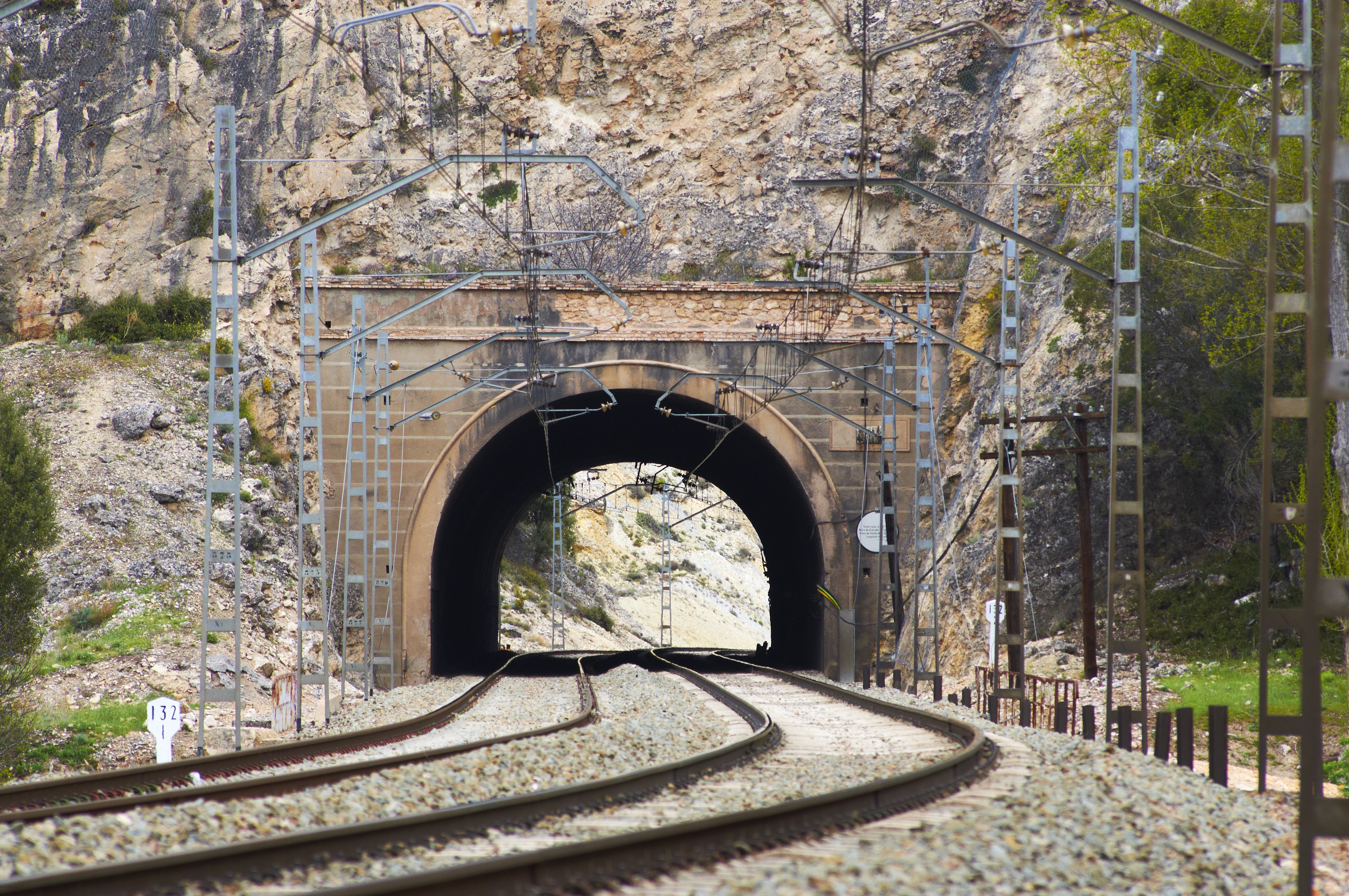
Cutamillatunnel an der breitspurigen Bahnstrecke Madrid–Barcelona in Spanien

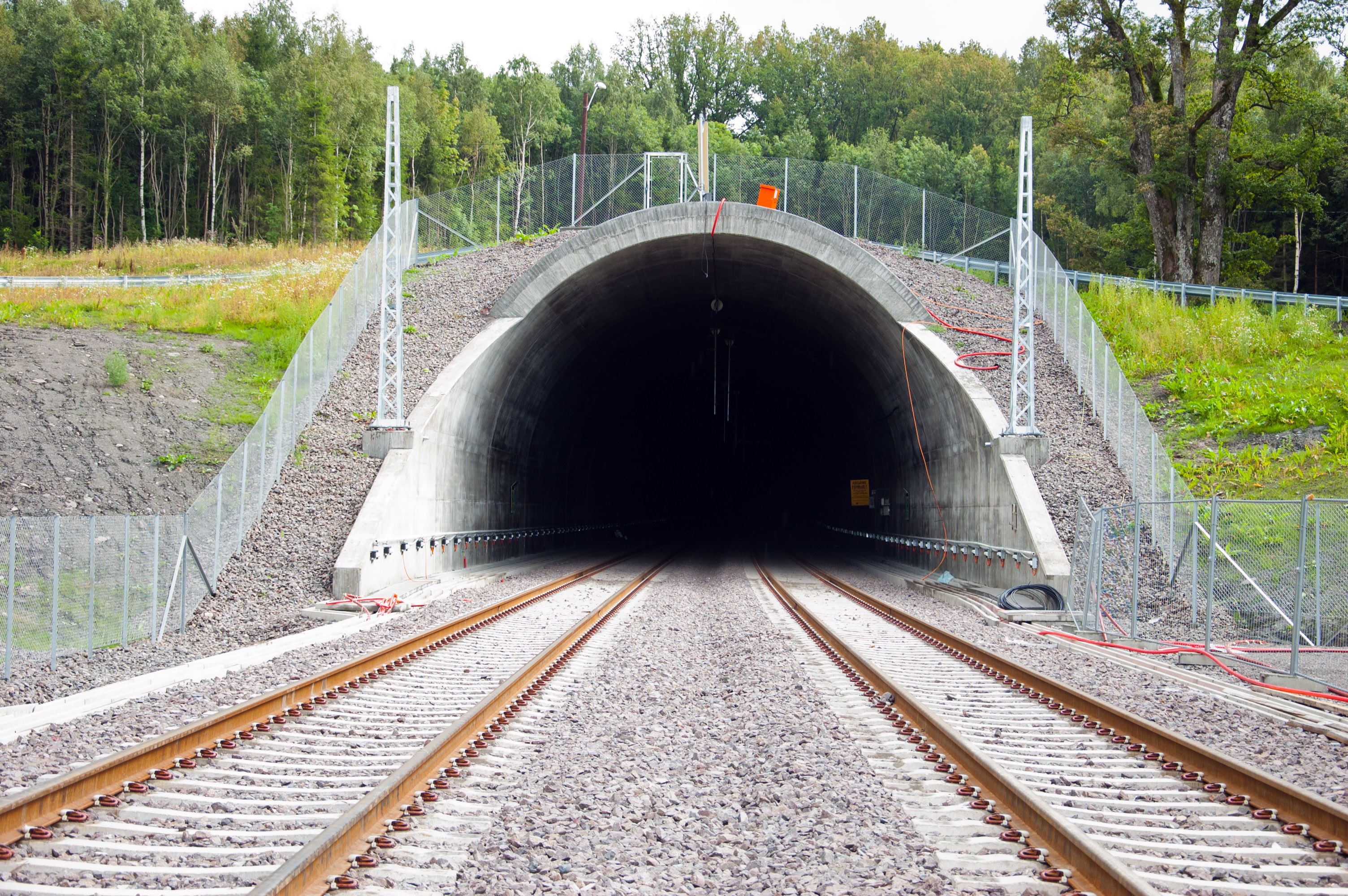
Jarlsbergtunnel an der Vestfoldbanen in Norwegen

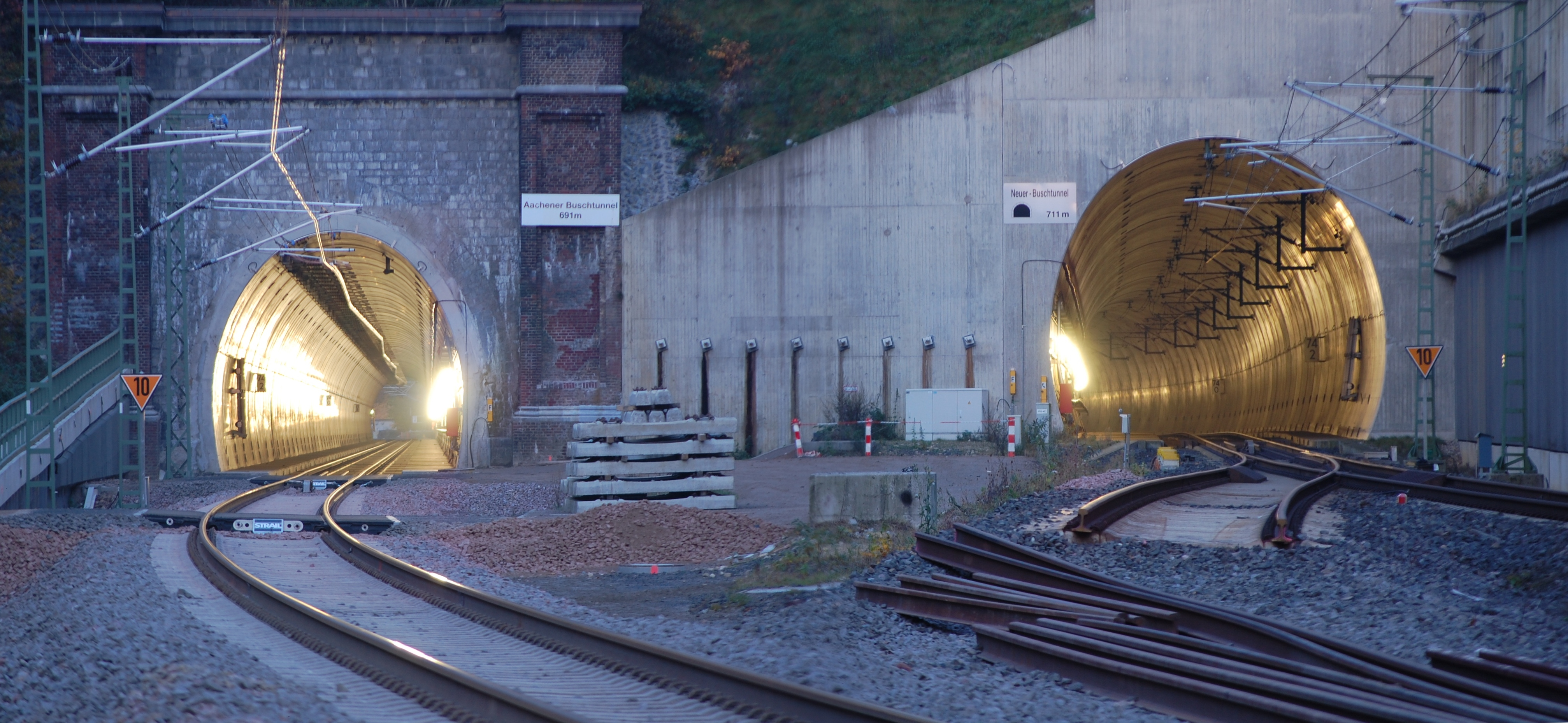
Alter und neuer Buschtunnel (Westportal) in Deutschland

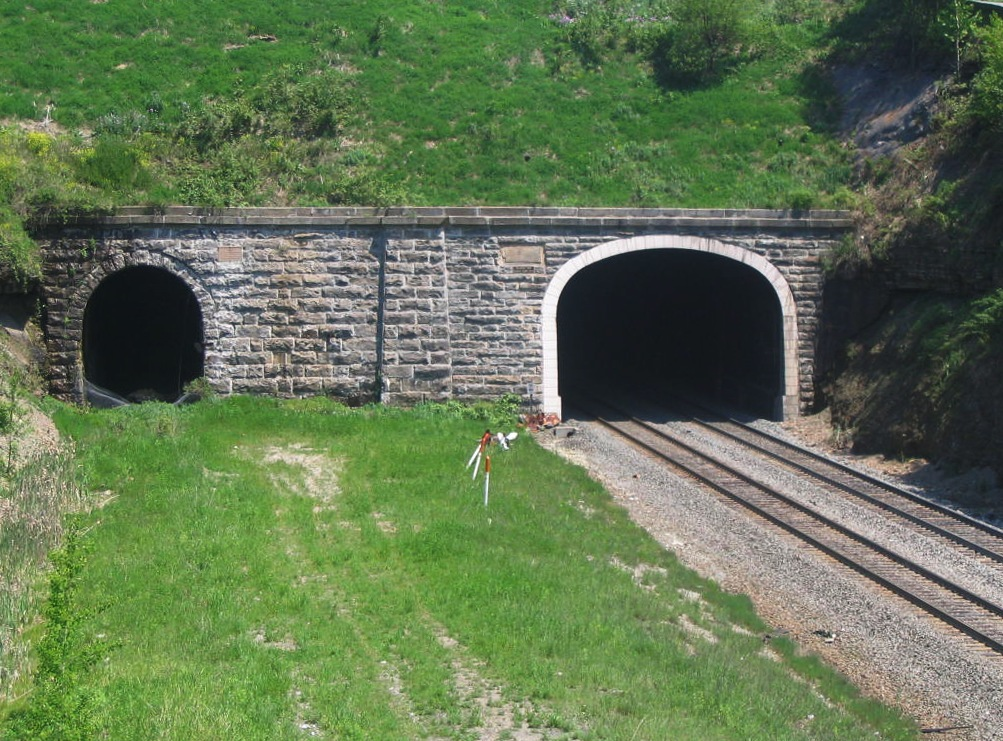
Aufgegebener Gallitzintunnel und der umgebaute Alleghenytunnel in den USA

Ein Eisenbahntunnel ist ein Tunnelbauwerk, das speziell für den Schienenverkehr gebaut wurde. Es dient dazu, natürliche Hindernisse wie Gebirge, Gewässer oder dicht besiedelte Stadtgebiete zu unterqueren, wodurch kürzere Streckenführungen mit geringeren Steigungen ermöglicht werden. Seit dem 19. Jahrhundert gilt der Bau von Eisenbahntunneln als bedeutende ingenieurtechnische Leistung, die maßgeblich zur Entwicklung überregionaler und internationaler Verkehrsverbindungen beitrug. Mit dem Fortschritt in Bauverfahren, Sicherheitsstandards und Tunneltechnik haben sich Eisenbahntunnel zu zentralen Infrastrukturelementen moderner Mobilität entwickelt – insbesondere im Hochgeschwindigkeitsverkehr und bei der Querung großer Gebirgsmassive wie der Alpen.

## Geschichte
Die Geschichte der Eisenbahntunnel ist eng mit der Entwicklung des Schienenverkehrs seit dem späten 18. Jahrhundert verknüpft. Der älteste bekannte Eisenbahntunnel ist der Fritchley-Tunnel im englischen Derbyshire. Er wurde 1793 für eine von Pferden gezogene Steinbruchbahn errichtet.
Mit dem 1829 fertiggestellten Wapping-Tunnel in Liverpool entstand der weltweit erste Tunnel, der eigens für den Eisenbahnverkehr unter einer Stadt gebaut wurde. In Deutschland wurde 1839 mit dem Oberauer Tunnel an der Strecke Leipzig–Dresden der erste Tunnel für eine Vollbahn in Betrieb genommen.
Die zweite Hälfte des 19. Jahrhunderts war geprägt von ehrgeizigen Tunnelbauprojekten, insbesondere in den Alpen. Der älteste große Alpentunnel ist der 1871 eingeweihte Mont-Cenis-Eisenbahntunnel. Zwischen 1872 und 1882 in der Schweiz der Gotthardtunnel gebaut. Mit einer Länge von 15 Kilometern galt er bei seiner Eröffnung als der längste Eisenbahntunnel der Welt.
Im 20. und 21. Jahrhundert entwickelte sich der Eisenbahntunnelbau kontinuierlich weiter. Die Tunnel wurden länger und sicherer. Einen neuen Schub brachte der zunehmende Bau von Schnellfahrstrecken, beginnend mit der ersten Shinkansen-Strecke in Japan, die 1964 ihren Betrieb aufnahm und mit dem Shin-Tanna-Tunnel einen fast acht Kilometer langen Tunnel erhielt. Vor allem die neueren, seit den 1990er Jahren weltweit erbauten Schnellfahrstrecken erhielten teils in großem Umfang Tunnelbauten, nur wenige kommen ohne Tunnelbauten aus. Ein Meilenstein war der 1988 eröffnete, fast 54 Kilometer lange Seikan-Tunnel unter der Tsugaru-Straße in Japan, bis heute der längste Tunnel weltweit unter einer Meeresstraße. In der Länge unter Wasser wird er allerdings vom 1994 in Betrieb gegangenen Eurotunnel unter dem Ärmelkanal übertroffen, von dessen 50 Kilometern rund 38 unter dem Meer verlaufen. Der 2016 eröffnete Gotthard-Basistunnel in der Schweiz ist mit 57 Kilometern derzeit der längste Eisenbahntunnel der Welt. 

### Deutschland

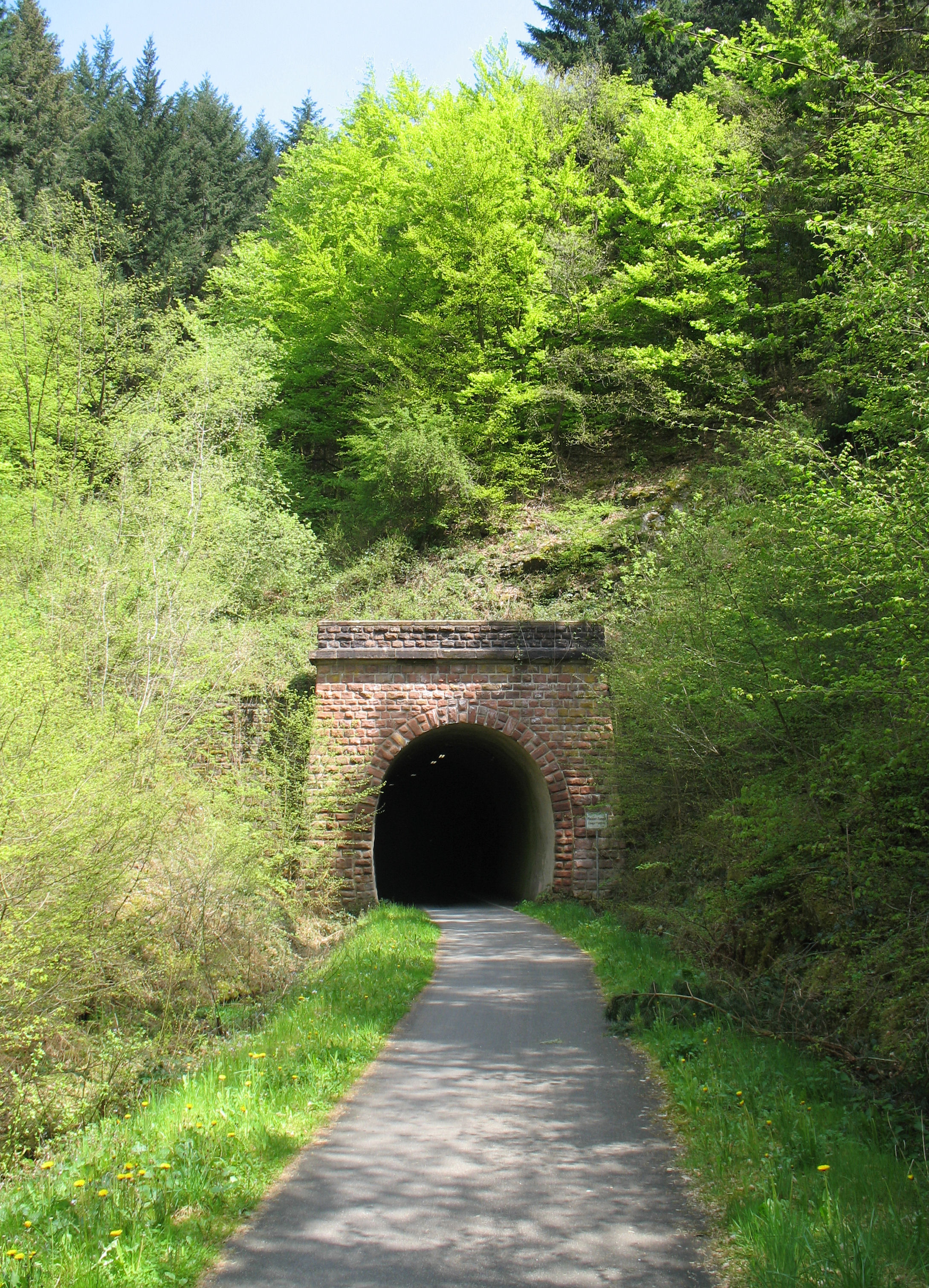
Ehemaliger Eisenbahntunnel in Rheinland-Pfalz (Maare-Mosel-Radweg)

Im Jahr 1836 wurde die 4,5 Kilometer lange Tollwitz-Dürrenberger Eisenbahn mit einer Spurweite von 585 mm mit dem ersten, 133 m langen Eisenbahntunnel Deutschlands eröffnet. Der Oberauer Tunnel, der erste Eisenbahntunnel einer Vollbahn in Deutschland, entstand zwischen 1837 und 1839 an der Bahnstrecke Leipzig–Dresden. Zwischen 1859 und 1862 entstanden der Eisenbahntunnel Paneriai und der Eisenbahntunnel Kaunas in Litauen. In größerer Anzahl wurden Eisenbahntunnel in Deutschland zwischen 1860 und 1880 errichtet. Beim Bau der Südharzstrecke wurde 1868 im Walkenrieder Tunnel die Himmelreichhöhle entdeckt; seither führt die Schienenverbindung Northeim–Nordhausen längs durch eine Höhle.
Von den heute über 900 Eisenbahntunneln in Deutschland stammen knapp zwei Drittel aus dieser Zeit. Die frühen Tunnel wurden nach den Bauvorschriften der Länderbahnen erstellt, die inhaltlich sehr unterschiedlich waren. Tunnel wurden in der Regel nur trassiert, wo die Geologie eine längere Standzeit des Gebirges sicherstellte. Die damalige Tunnelbautechnik, deren Hauptsicherungselement der Holzverbau war, ließ weder oberflächennahe Tunnel noch solche in verwittertem Gestein zu. Umgekehrt war deshalb damals auch kein Sohlgewölbe erforderlich.

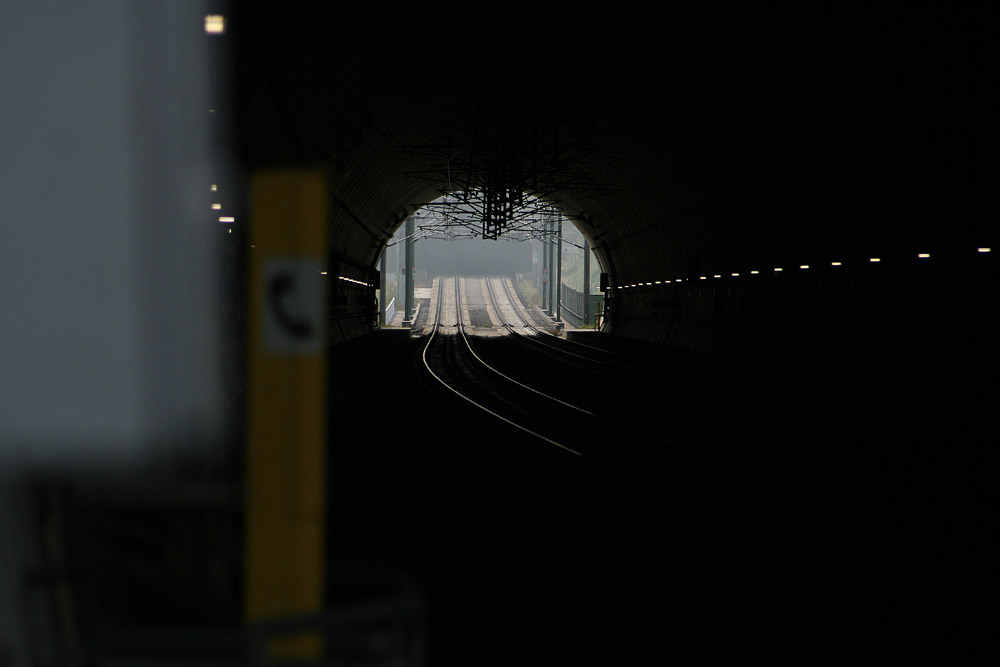
Neubautunnel mit Beleuchtung und Notrufsäule (NBS Köln-Rhein/Main)

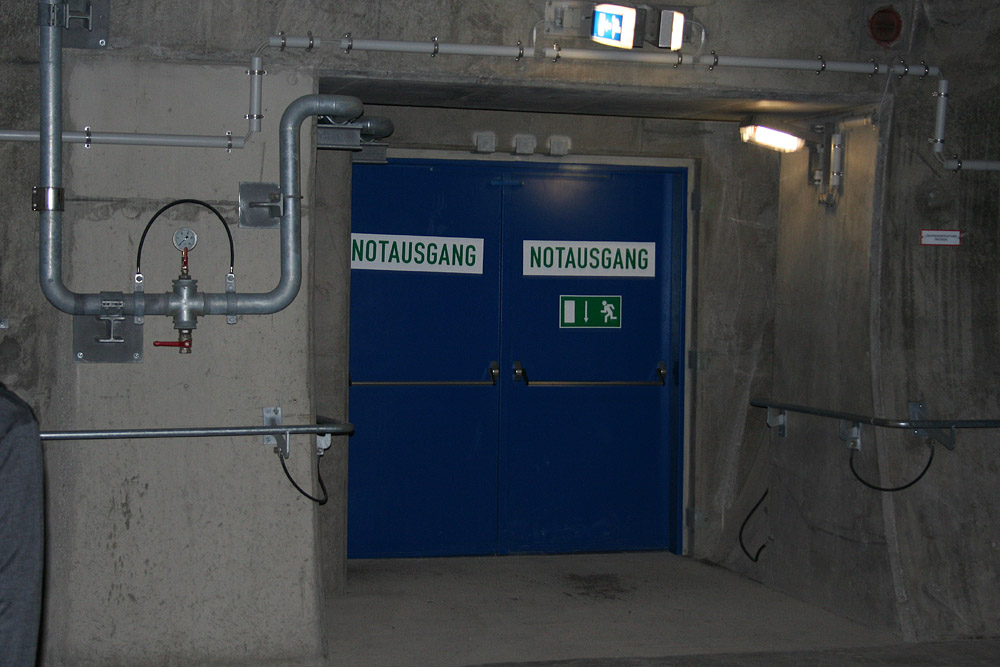
Notausgang von innen (Schnellfahrstrecke Nürnberg–Ingolstadt)

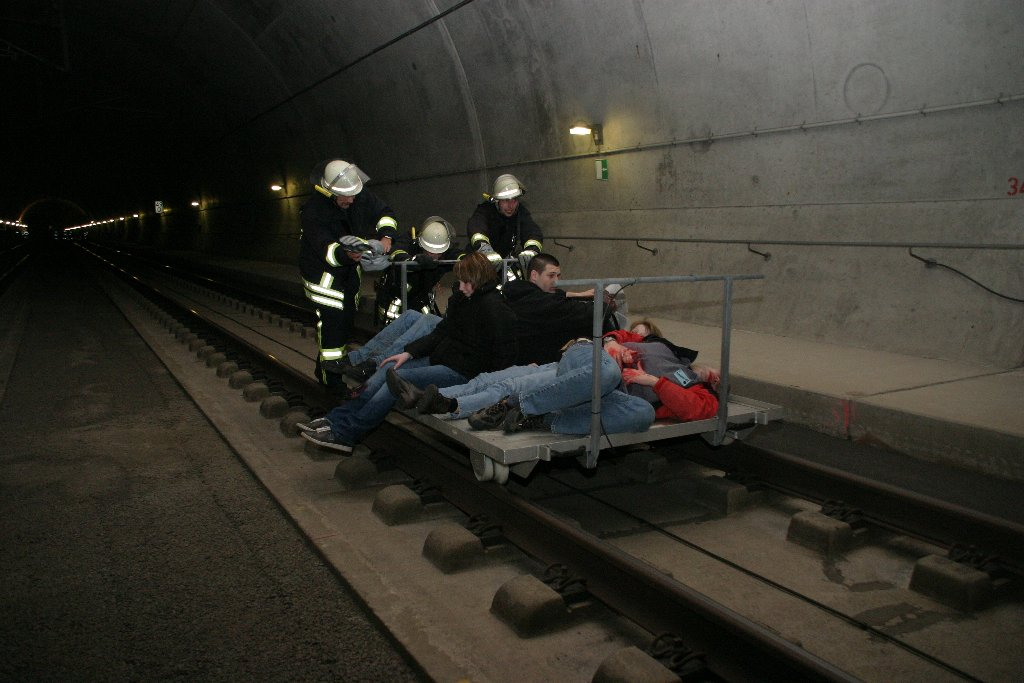
Rettungsübung mit Rollpaletten im Günterscheidtunnel, April 2008

Zum 1. September 1988 schaffte die damalige Deutsche Bundesbahn den zuvor vorgeschriebenen Achtungspfiff vor Tunneln ab. Nachdem zuvor zahlreiche Ausnahmeregelungen (insbesondere im S-Bahn-Bereich) existiert hatten, wäre eine Signalisierung der jeweiligen Regelung notwendig geworden, deren Nutzen in keinem Verhältnis zu deren Kosten gestanden hätten.
Die Querschnittsflächen von Bahntunneln tendierten im Zuge der technischen Entwicklung zu immer größeren Werten: So war etwa im Dampflokzeitalter für zweigleisige Eisenbahntunnel in Deutschland ein zweigleisiger Regelquerschnitt von 46 m² vorgesehen; die ersten für 300 km/h trassierten Schnellfahrstrecken der DB weisen einen zweigleisigen Regelquerschnitt von 92 m² auf. Alle seit 1998 für den Mischverkehr geplanten Tunnel weisen zwei parallele, eingleisige Röhren auf. In der Schweiz begnügte man sich beim 15 km langen Gotthardtunnel (Streckengeschwindigkeit 125 km/h) mit 38 m², erhöhte die Fläche aber beim Hauenstein-Basistunnel (vmax 140 km/h) auf 48 m², beim Heitersbergtunnel (vmax nach aerodynamischen Kriterien: 170 km/h) auf 58 m² und bei den Tunneln des Bahn-2000-Projekts (vmax 200 km/h) auf etwa 70 m². Manche Tunnel sind auch von wechselnden Querschnitten geprägt.
Bisweilen, so bei der Halde Hoheward, entstand erst der Tunnel und dann der Berg.
Im Zuge der Neubaustrecken werden seit Ende der 1970er Jahre in Deutschland wieder verstärkt Tunnel gebaut. So wurden für die 1991 in Betrieb genommenen Schnellfahrstrecken Hannover–Würzburg und Mannheim–Stuttgart insgesamt 87 Tunnel mit einer Gesamtlänge von rund 150 km errichtet. Bei der 2002 eröffneten Schnellfahrstrecke Köln–Rhein/Main konnten, als reine Personenverkehrsstrecke, Steigungen von bis zu 40 (statt vormals 12,5) Promille realisiert werden. Mit 30 Tunneln mit einer Länge von 47 km ging der Tunnelanteil an der Gesamtstrecke von 38 % auf 27 % zurück. Die für Personen- sowie schnellen (leichten) Güterverkehr trassierte Schnellfahrstrecke Nürnberg–Ingolstadt weist mit neun, insgesamt 27 km langen Röhren, einen Tunnelanteil von etwa einem Drittel aus. Bei der 2018 freigegebenen Schnellfahrstrecke Nürnberg–Erfurt beträgt im Abschnitt zwischen Ebensfeld und Erfurt der Anteil der Tunnel und Brücken über 50 %, die 2017 freigegebene Neubaustrecke Erfurt–Leipzig/Halle hat ebenfalls zahlreiche lange Tunnel und die im Bau befindliche Neubaustrecke Wendlingen–Ulm setzt mit über 50 % Tunnel neue Rekorde.
Im Bereich der Deutschen Bundesbahn regelte die vom Bundesbahn-Zentralamt Minden entwickelte und 1962 erstmals herausgegebene Vorschrift für Eisenbahntunnel (Drucksache 853) Grundsätze von Planung, Bau und Instandhaltung von Tunneln. Sie wurde insbesondere im Zuge des Baus in der ersten deutschen Neubaustrecken in den 1980er Jahren mehrfach fortgeschrieben.
Für den Neubau von Eisenbahntunneln ist heute in Deutschland die Tunnelrichtlinie (EBA-Richtlinie: Anforderungen des Brand- und Katastrophenschutzes an den Bau und Betrieb von Eisenbahntunneln) des Eisenbahn-Bundesamtes maßgebend. Diese regelt nicht nur die Anforderungen an den Bau solcher Tunnel, sondern gibt auch Vorgaben zu dessen Betrieb.
Für 22 Röhren des Altnetzes sowie alle 49 Tunnel über 1000 m Länge auf den beiden 1991 eröffneten Neubaustrecken kündigte die Deutsche Bahn 2003 ein Programm zur Erhöhung der Sicherheit an. Für rund 150 Millionen Euro entstanden zusätzliche Zufahrten zu den Tunnelportalen sowie neue Rettungsplätze an den Portalen, eine verbesserte Beleuchtung und eine bessere Kennzeichnung der Fluchtwege. Von Fachleuten gefordert, aber nicht realisiert, wurden Trockenleitungen und zusätzliche Notausgänge. Auch in der Schweiz sollten (Stand: 2004) mehr als 60 Eisenbahntunnel von mehr als 1000 m Länge mit Selbstrettungseinrichtungen versehen werden. Unter anderem war dabei die Einrichtung von etwa 60 cm breiten Fluchtwegen und Notbeleuchtungen vorgesehen.
Die Deutsche Bahn betrieb Ende 2019 insgesamt 745 Eisenbahntunnel mit einer Gesamtlänge von 593 km; beides mit steigender Tendenz. 2011 waren es 798 Eisenbahntunnel mit einer Gesamtlänge von 515 km.
Der Wiederbeschaffungswert sämtlicher Tunnel der DB InfraGO wurde im Jahr 2024 mit 40 Mrd. Euro angegeben, die durchschnittliche Zustandsnote mit 2,05.
Eisenbahntunnel werden durch Regelbegutachtungen in festgelegten Abständen auf ihre Standfestigkeit und Sicherheit hin untersucht.

### Österreich

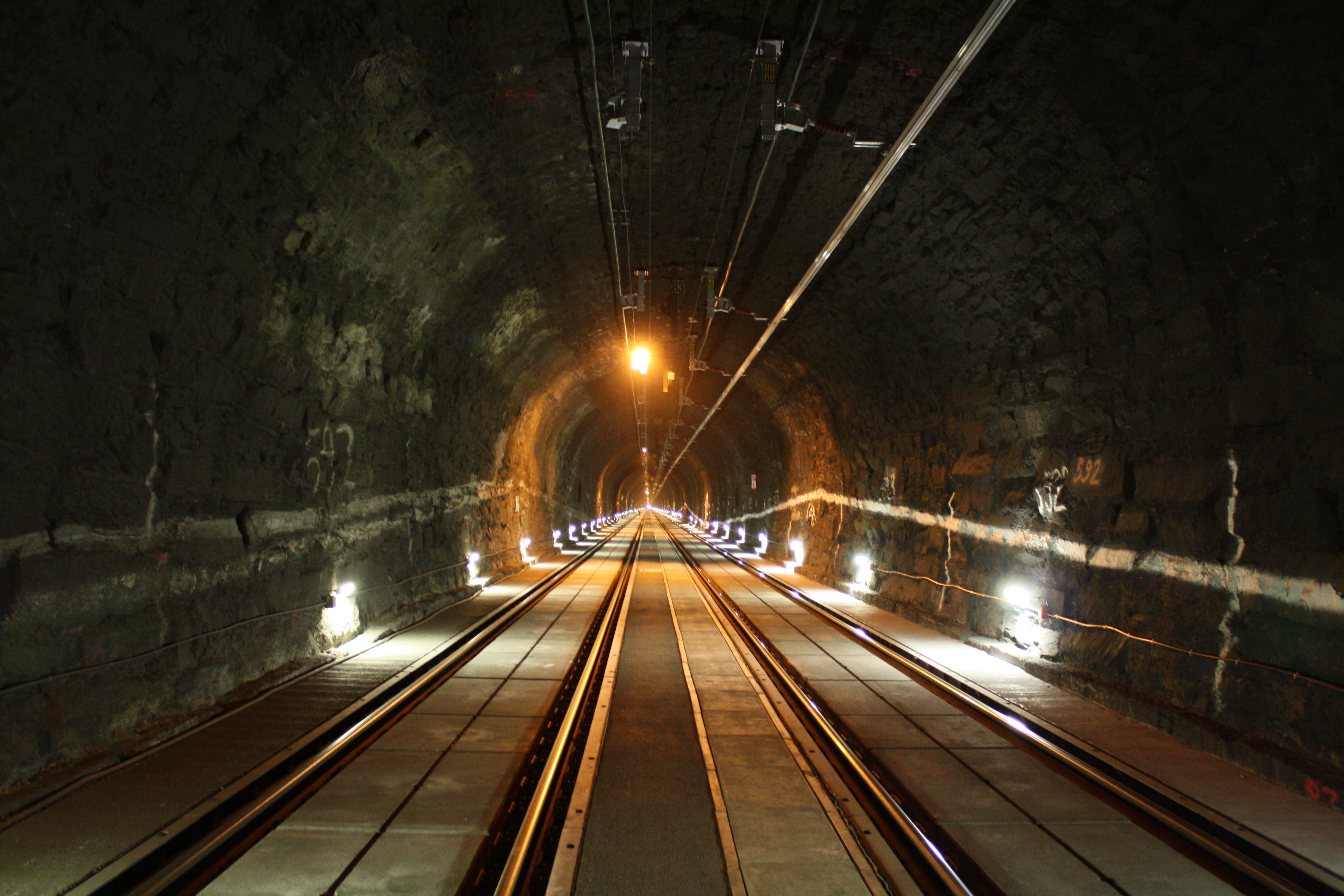
Innenansicht des sanierten Arlbergtunnels mit fester Fahrbahn, die auch von Straßenfahrzeugen befahren werden kann, und Deckenstromschiene

Der Eisenbahntunnelbau in Österreich begann im 19. Jahrhundert und war eng mit dem Ausbau der alpinen Verkehrswege verbunden. 1849 wurde der  Semmeringtunnel eröffnet. Der eigentliche Pioniertunnel war der Arlbergtunnel, der zwischen 1880 und 1884 erbaut wurde. Mit einer Länge von 10,6 Kilometern war er bei seiner Eröffnung der längste Tunnel Österreichs. Er verbindet St. Anton am Arlberg mit Langen am Arlberg. Der Bau war technisch äußerst anspruchsvoll und kostete zahlreiche Menschenleben. Probleme mit der Belüftung beim Dampfbetrieb führten bereits 1924 zur Elektrifizierung des Tunnels.
Im Laufe des 20. Jahrhunderts folgten weitere bedeutende Tunnelprojekte, etwa im Rahmen der Tauernbahn und der Pyhrnbahn. Mit dem Bau des Semmering-Basistunnels (Baubeginn 2012, geplante Eröffnung 2030) und des Koralmtunnels (Baubeginn 2008, geplante Eröffnung 2026) setzt das Land heute auf moderne Basistunnel, um die Alpen effizient zu durchqueren.

### Schweiz
Die Schweiz zählt zu den Pionieren des Eisenbahntunnelbaus. Bereits die erste Eisenbahnstrecke in der Schweiz, die Spanisch-Brötli-Bahn zwischen Zürich und Baden wies mit dem Schlossbergtunnel einen 80 Meter langen Tunnel auf, der heute vom Straßenverkehr genutzt wird. 
Mit dem Hauensteintunnel zwischen Läufelfingen und Trimbach wurde 1857 einer der ersten bedeutenden Eisenbahntunnel des Landes eröffnet. Er ermöglichte eine direkte Verbindung zwischen Basel und dem Mittelland.

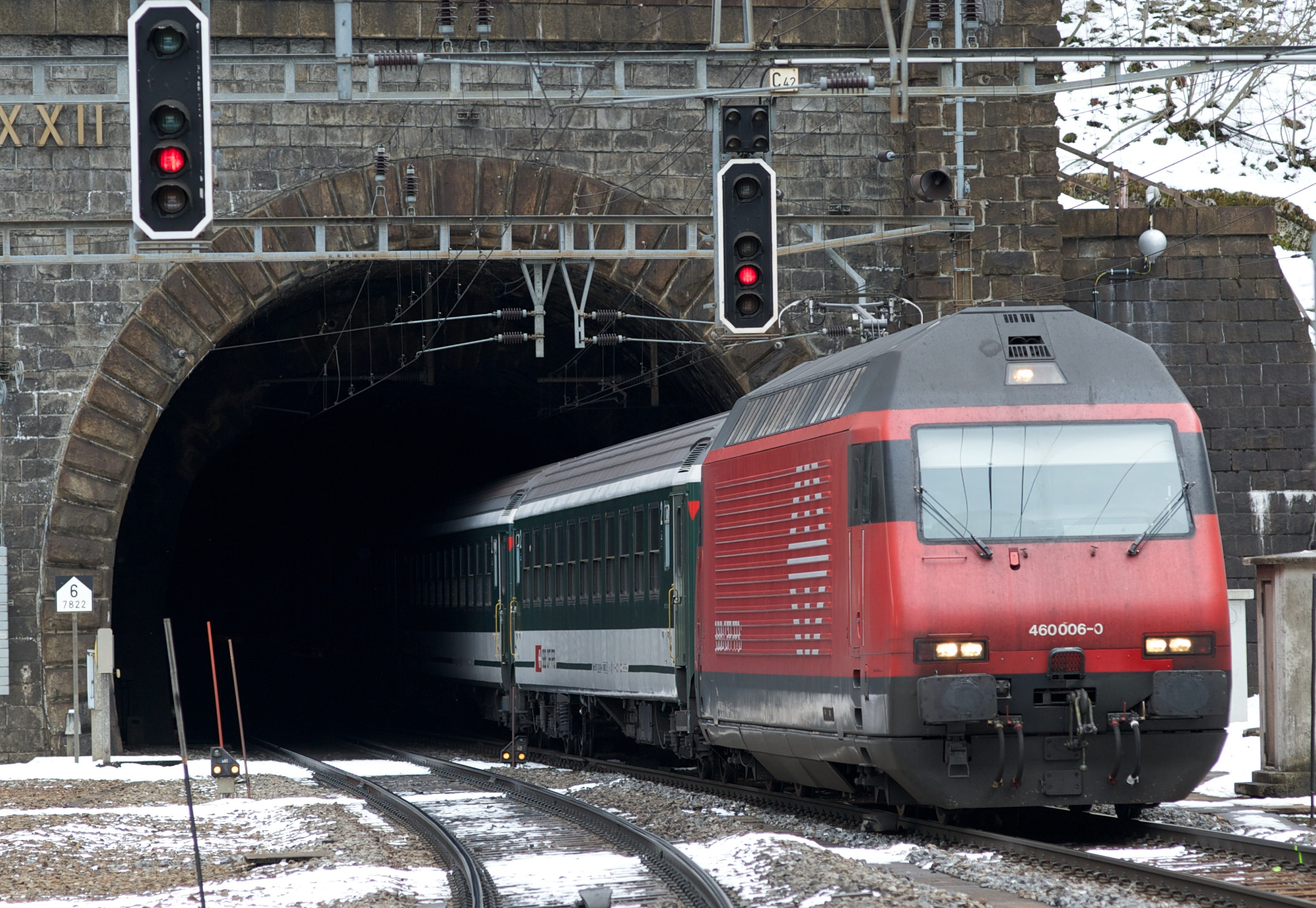
Nordportal des Gotthardtunnels

Ein weiterer Meilenstein war der Gotthardtunnel, der zwischen 1872 und 1882 unter der Leitung des Genfer Ingenieurs Louis Favre gebaut wurde. Mit einer Länge von 15 Kilometern war er bei seiner Eröffnung der längste Eisenbahntunnel der Welt. Der Bau war technisch anspruchsvoll und kostete 177 Menschen das Leben. Er verbindet Göschenen im Norden mit Airolo im Süden und machte den Gotthard zur zentralen Nord-Süd-Achse Europas.
Es folgten weitere bedeutende Tunnelprojekte wie der Simplontunnel (1906), der Lötschbergtunnel (1913) und der Albulatunnel (1903), welche das Schweizer Bahnnetz weiter verdichteten und den alpenquerenden Verkehr erleichterten.
Im 21. Jahrhundert setzte die Schweiz mit dem Gotthard-Basistunnel (2016) neue Maßstäbe. Mit 57,1 Kilometern ist er derzeit der längste Eisenbahntunnel der Welt und Teil der Neuen Eisenbahn-Alpentransversale (NEAT), die eine flache, schnelle Verbindung durch die Alpen ermöglicht.

### Großbritannien
Die ältesten Eisenbahntunnel der Welt befinden sich in Großbritannien. Im Jahr 1793 wurde der 29 Meter lange Fritchley-Tunnel in Crich, Derbyshire gebaut. Er diente einer von Pferden gezogenen Steinbruchbahn mit einer Spurweite von 1168 Millimetern und führte diese unter einer Straßenkreuzung hindurch. 1813 wurde auf der Strecke eine erste Dampflokomotive erprobt, die weniger als Schrittgeschwindigkeit fuhr. Der Steinbruch wurde um 1850 aufgegeben.

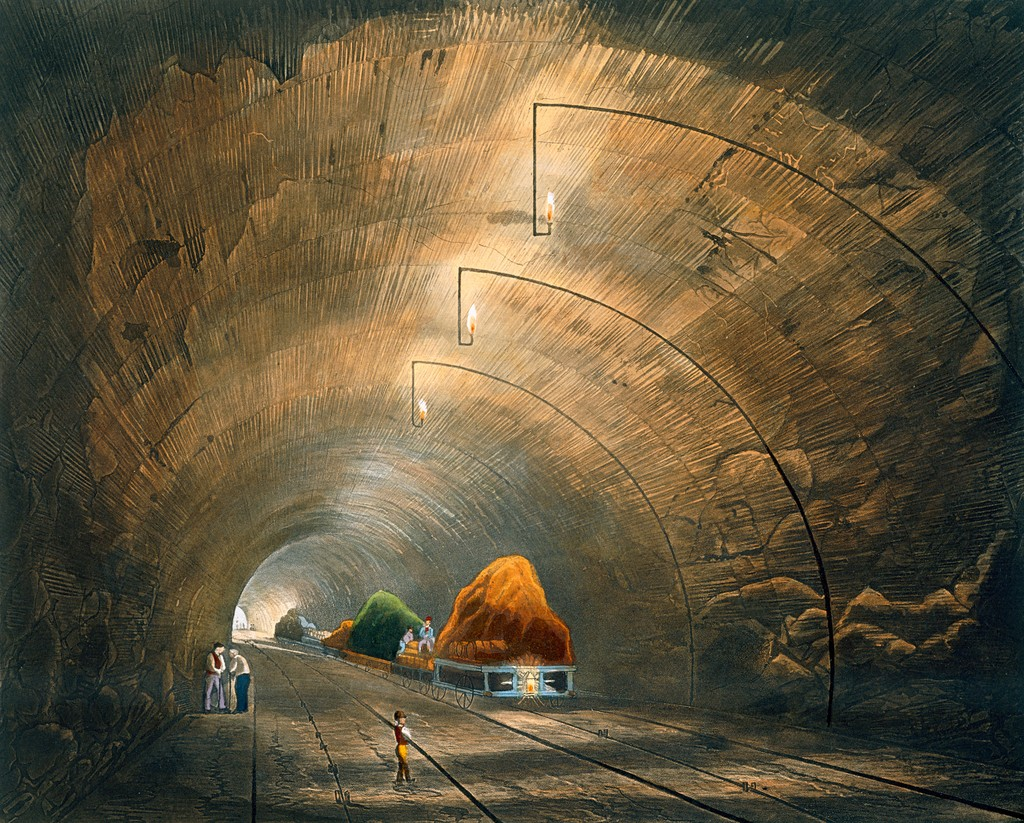
Wapping-Tunnel mit Gasbeleuchtung

Der 1829 fertiggestellte Wapping-Tunnel in Liverpool ist der erste Tunnel der Welt, der speziell für den Schienenverkehr unter einer Stadt hindurchführt. Er wurde gebaut, um die Liverpooler Docks mit der Liverpool and Manchester Railway, der ersten Fernverkehrsstrecke zwischen zwei Städten, zu verbinden. Da die frühen Lokomotiven die 21 ‰-Steigung im Tunnel nicht bewältigen konnten, wurden die Güterwagen mithilfe einer stationären Dampfmaschine und eines umlaufenden Seils den Tunnel hinaufgezogen. Gleich neben dem Wapping-Tunnel wurde der Crown-Street-Tunnel gebaut, der erste Eisenbahntunnel für den Personenverkehr.
Der zwischen 1825 und 1843 unter der Leitung von Marc Isambard Brunel und seinem Sohn Isambard Kingdom Brunel erbaute Themsetunnel in London war der erste Tunnel der Welt unter einem schiffbaren Fluss. Ursprünglich war er für Pferdekutschen geplant, doch zunächst wurde er als Fußgängertunnel genutzt und später für den Eisenbahnverkehr umgebaut. Heute ist er Teil der London Overground und verbindet die Stadtteile Rotherhithe und Wapping.
Der Tunneleinsturz von Wallers Ash im Jahr 1842 zählt zu den ersten Tunnelunfällen der Eisenbahngeschichte.
Der Eurotunnel unter dem Ärmelkanal verbindet England mit Frankreich. Die Idee eines Kanaltunnels wurde bereits im 18. Jahrhundert diskutiert, doch erst 1994 wurde der 50 Kilometer lange Tunnel offiziell eröffnet. Er verläuft größtenteils unter dem Meeresgrund des Ärmelkanals und stellt heute eine wichtige Verkehrsverbindung zwischen dem Vereinigten Königreich und dem europäischen Festland dar.

### Asien
Die ersten Eisenbahntunnel Asiens entstanden am Bhor Ghat in Indien gebaut. Sie wurden zwischen 1856 und 1863 im Rahmen des Baus der Bahnstrecke Bombay–Pune durch die Great Indian Peninsula Railway errichtet. Der Tunnelbau stellte aufgrund der steilen Hänge des Westghats und der tropischen Bedingungen eine enorme ingenieurtechnische Herausforderung dar und forderte zahlreiche Menschenleben.

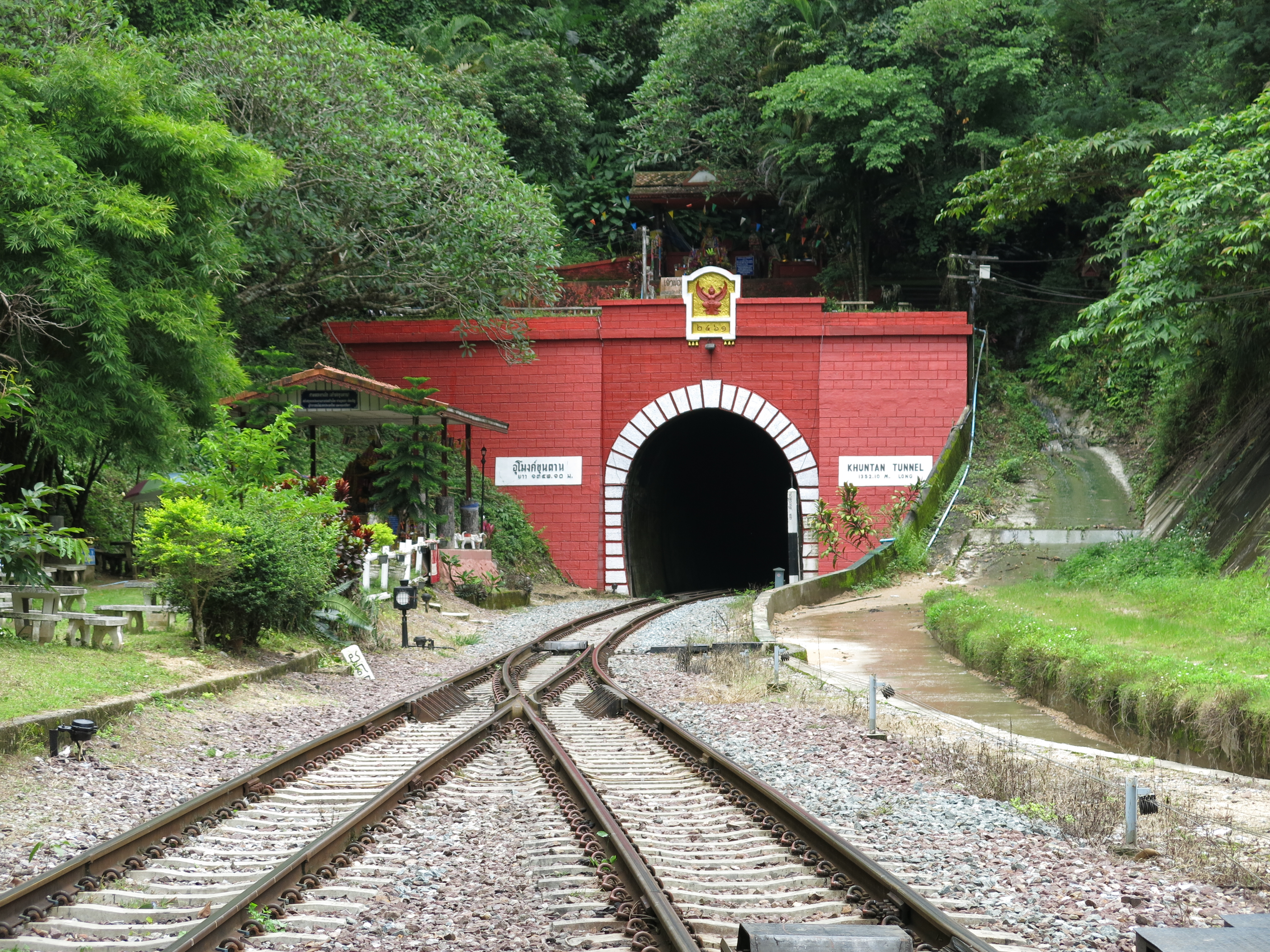
Nordportal des Khun Tan Tunnel

Der Khun-Tan-Tunnel ist Thailands längster Eisenbahntunnel. Er wurde im Zuge des Baus der Nordbahn ab März 1913 aufgefahren. Die Arbeiten wurden 1917 beendet, der Tunnel jedoch erst am 1. Januar 1922 wurde er als Teil des nördlichsten Abschnitts der Bahn dem Verkehr übergeben. Die Arbeiten wurden von dem deutschen Ingenieur Emil Eisenhofer geleitet.
Ein Beispiel moderner Tunneltechnik ist der Seikan-Tunnel in Japan, der zwischen 1971 und 1988 errichtet wurde. Mit einer Gesamtlänge von 53,85 Kilometern, davon 23,3 Kilometer unter dem Meer, verbindet er die Inseln Honshū und Hokkaidō unter der Tsugaru-Straße. Er war lange Zeit der längste Eisenbahntunnel der Welt. 
Auch in China wurden in jüngster Zeit zahlreiche lange Eisenbahntunnel errichtet, insbesondere im Zuge des Ausbaus des Hochgeschwindigkeitsnetzes. Der neue Guanjiao-Tunnel (32,6 Kilometer) in der Provinz Qinghai und der Taihangshan-Tunnel (27,8 Kilometer) sind Beispiele für moderne Tunnelprojekte, die schwierige Gebirgsregionen durchqueren.
In Südkorea entstand mit dem Yulhyeon-Tunnel (50,3 Kilometer) einer der längsten Eisenbahntunnel Asiens. Er ist Teil des Hochgeschwindigkeitsnetzes und seit 2016 in Betrieb.

## Varianten hinsichtlich des Tunnelprofils

Regellichtraum nach EBO (links Hauptgleise/rechts übrige Gleise)

Die Varianten der Tunnelprofile sind nach grober Einteilungen als Rechteck-, Hufeisen, Ei- oder Kreisprofil bekannt. Der Querschnitt der Tunnel ist auch als Lichtraumprofil bekannt und wird in umfangreichen Regelwerken beschrieben.

## Varianten hinsichtlich der Streckenführung

### Sporntunnel

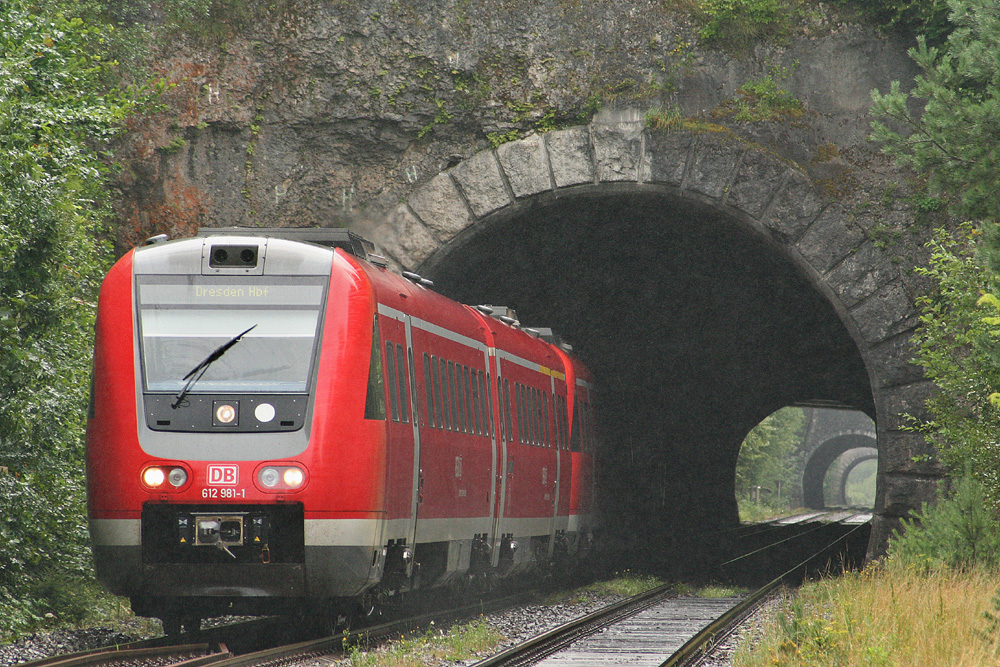
Sporntunnel der Bahnstrecke Nürnberg–Cheb im Pegnitztal

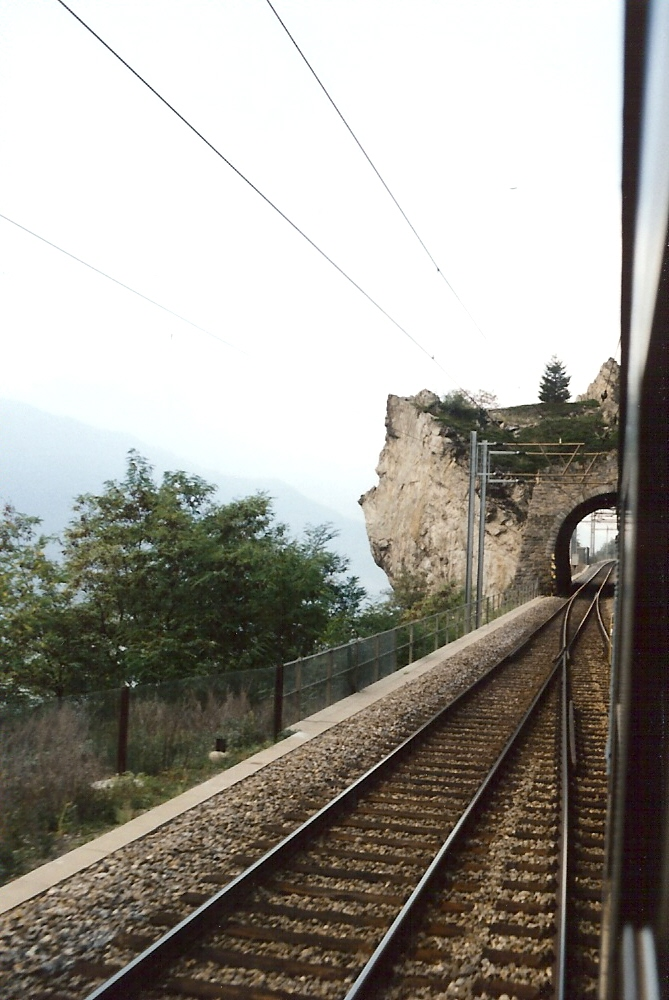
Viktoria-Tunnel der Lötschberg-Bergstrecke

Sporn- oder Kopftunnel führen durch einen Felssporn oder -kopf oder den Ausläufer eines Berges. Sie sind zumeist in Flusstälern zu finden. Angesichts ihrer normalerweise moderaten Steigung wurden viele Eisenbahnlinien durch diese Täler verlegt, welche jedoch oft zum Teil große Flussschlingen aufweisen. Dann sind zur Begradigung und Abkürzung der Trasse Sporn- oder Kopftunnel nötig. Normalerweise sind Sporntunnel kaum länger als 200 Meter. Bis zu seiner Sprengung im Jahre 2010 war der Felstortunnel bei Etterzhausen mit nur 16 m Länge der kürzeste Eisenbahntunnel Deutschlands, seither ist das der Glasträgertunnel III (18 m Länge) auf der Schwarzwaldbahn. Als ungewöhnlich langer Sporntunnel erreicht der Kaiser-Wilhelm-Tunnel an der Moselstrecke eine Länge von 4203 m. Besonders viele Sporntunnel besitzen die Elstertalbahn von Gera Süd nach Weischlitz und die Bahnstrecke Nürnberg–Cheb, wo auf dem nur sechs Kilometer langen Streckenabschnitt zwischen Vorra und Neuhaus sieben Tunnel durchfahren werden.
Sporntunnel finden auch Verwendung, wenn für den Fall des vollständigen Abtrags eines Felssporns Instabilitäten der darüberliegenden Felsmassen befürchtet werden. Dies ist zum Beispiel bei dem nur 28 Meter langen Viktoria-Tunnel (nach Königin Victoria) an der Lötschberg-Südrampe der Fall.
An der SBB-Strecke Basel–Biel folgen einander zwischen Roches und Moutier in kurzen Abständen neun besonders kurze Sporntunnel. Auch hier war die Erstellung zur Erhaltung der Stabilität der durchörterten Felsnasen motiviert.

### Scheiteltunnel

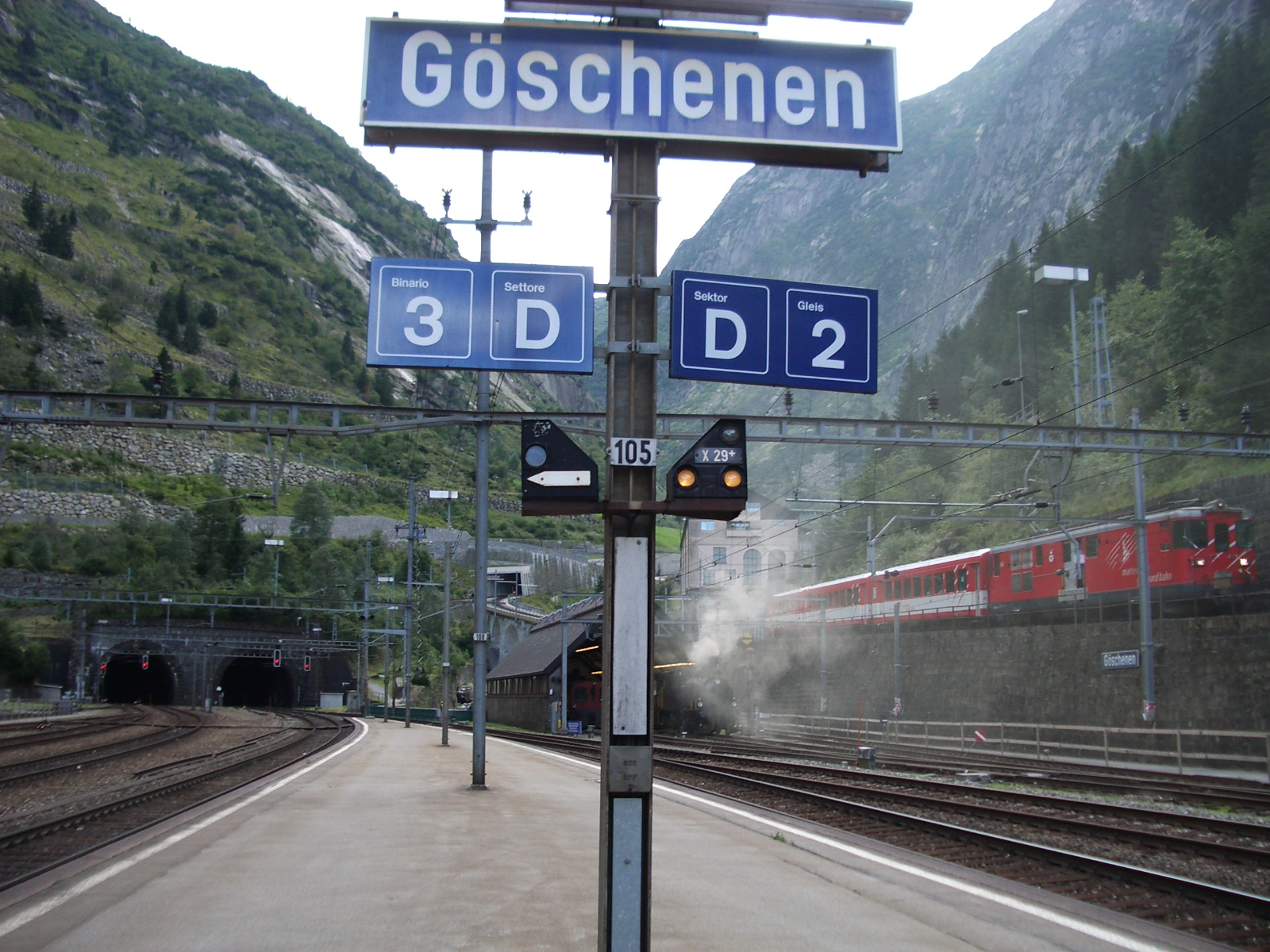
Nordportal des Gotthardtunnels

Ein Scheiteltunnel ist ein Tunnel, der einen Berg unterhalb eines Gebirgskammes durchquert. Kennzeichnend sind lange Rampen zu beiden Enden des Scheiteltunnels, die aus den Tälern entlang der Bergflanken bis auf die Höhe der Tunnelportale ansteigen. Je größer die auf der Rampe zu bewältigende Höhendifferenz ist, desto kürzer fällt der Tunnel zur Bergdurchquerung aus. Der älteste noch befahrene Eisenbahntunnel Deutschlands, der 691 m lange Buschtunnel (1838), durchsticht nach einer 2 km langen Steilrampe mit 27 ‰ einen Höhenrücken im Aachener Süden.

### Basistunnel

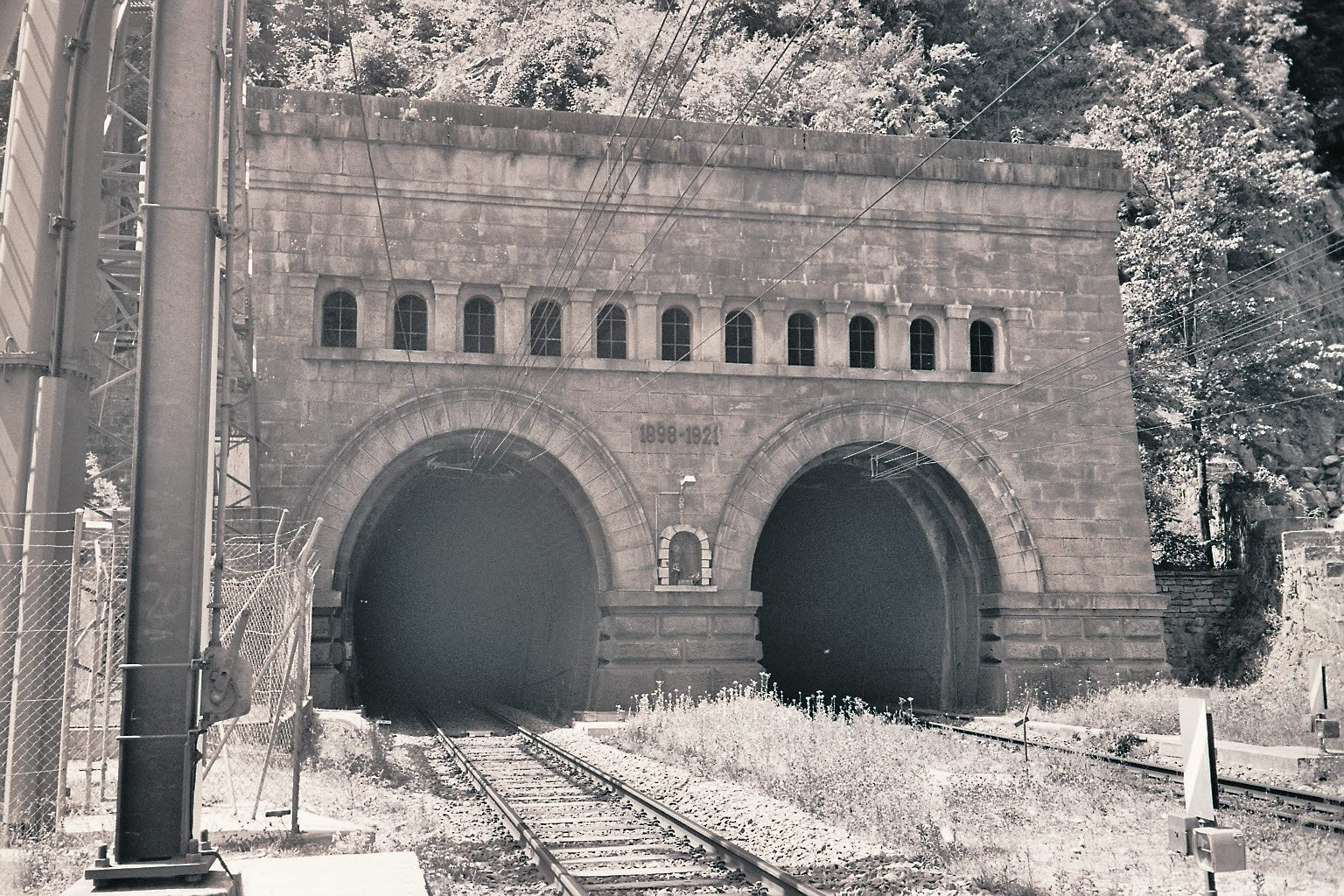
Südportal des Simplontunnels bei Iselle

Ein Basistunnel führt auf einer Linie durch einen Berg, ohne steile Auffahrtrampen aus dem Talgrund. Da die Strecke nicht an Bergflanken empor führt, fällt ein Basistunnel deutlich länger aus als ein Scheiteltunnel. Erste Basistunnel wurden Anfang des 20. Jahrhunderts erstellt. Während der 1905 eröffnete Simplontunnel aufgrund der unterschiedlichen Topografie der nördlichen und südlichen Alpen mit je einer flachen und einer steilen Zufahrt (und Überdeckungen von teilweise mehr als 2000 Metern) nach der oben angeführten Definition noch als Mischform zwischen Scheitel- und Basistunnel bezeichnet werden muss, wurde 1916 am Hauenstein in der Schweiz der 2,5 km lange Scheiteltunnel von 1858 durch einen echten, 8 km langen Basistunnel entlastet. Weitere Beispiele sind der Apennin-Basistunnel, wohl auch der Furka-Basistunnel – welcher jedoch im Urserental schon auf über 1500 Metern über Meer beginnt – und der Lötschberg-Basistunnel. Weitere Basistunnel sind der am 15. Oktober 2010 durchschlagene längste Tunnel der Welt am Gotthard in der Schweiz (57 km, Eröffnung 1. Juni 2016) sowie der in Bau-Vorbereitung stehende Brenner-Basistunnel und die in Bau befindliche Strecke unter dem Mont-Cenis zwischen Frankreich und Italien.

### Kehrtunnel

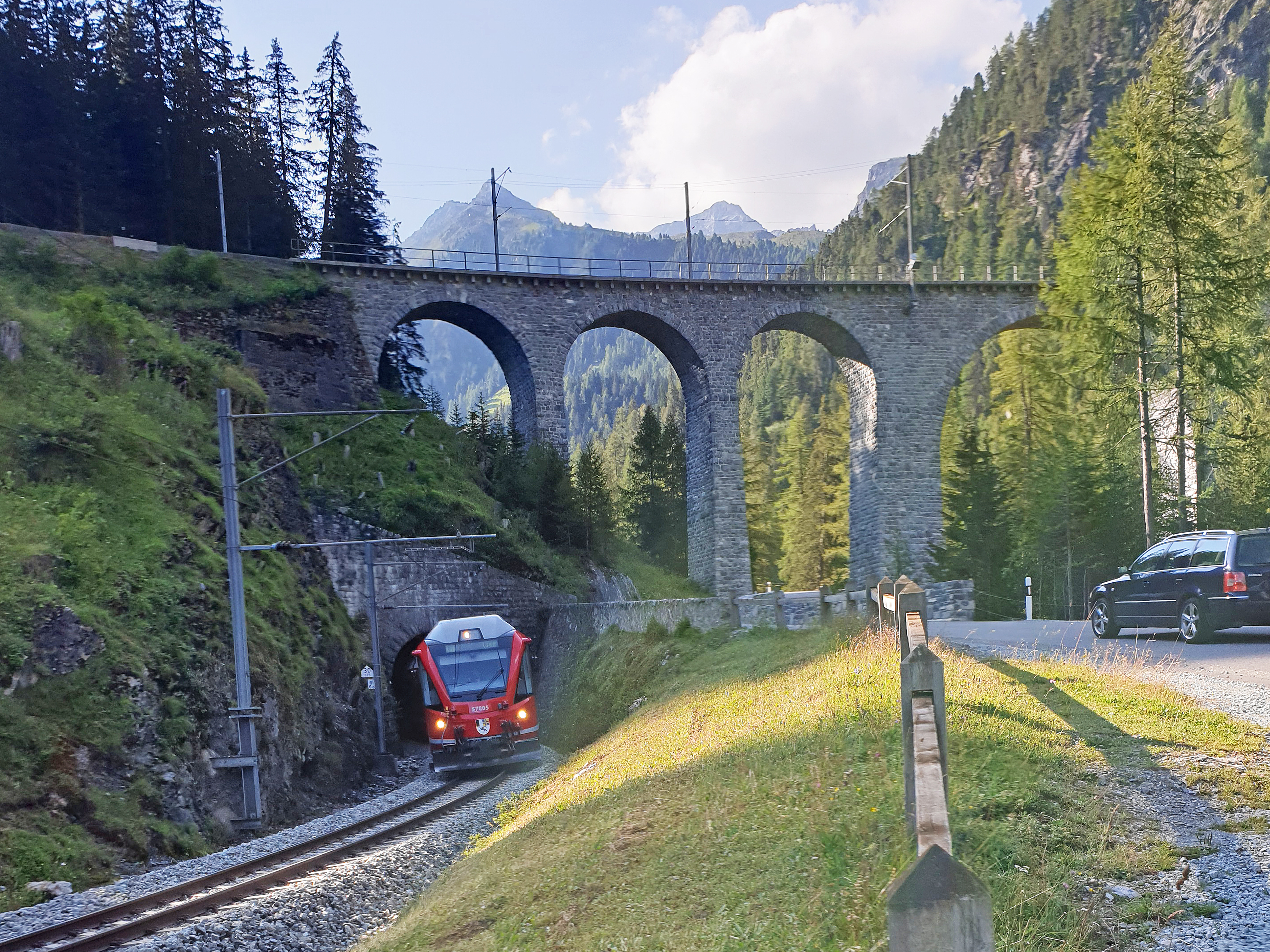
Kehrtunnel der Albulalinie der Rhätischen Bahn

Im Gegensatz zu Tunneln, die ein vorhandenes Hindernis unterirdisch überwinden, helfen Kehrtunnel bei steiler Topografie zum Überwinden von Steigungen, indem die Strecke mit Schleifen oder Kreiskehren künstlich verlängert wird. Wenn es das Gelände erfordert, ist der in einer Steigung liegende Bogen einer Kehre oder einer Kreiskehre ganz oder teilweise als Kehrtunnel ausgeführt.
Tunnel, in denen sich die Trasse in die entgegengesetzte Fahrtrichtung wendet, werden als Wendetunnel oder Schleifentunnel bezeichnet, solche mit Drehwinkel von über ungefähr 270° als Schraubtunnel, Kreiskehrtunnel oder Spiraltunnel. Wendetunnel kommen nur in Verbindung von Doppel- oder Mehrfachschleifen vor.
Siehe auch: Liste von Eisenbahnkehrtunneln

### Unterwassertunnel

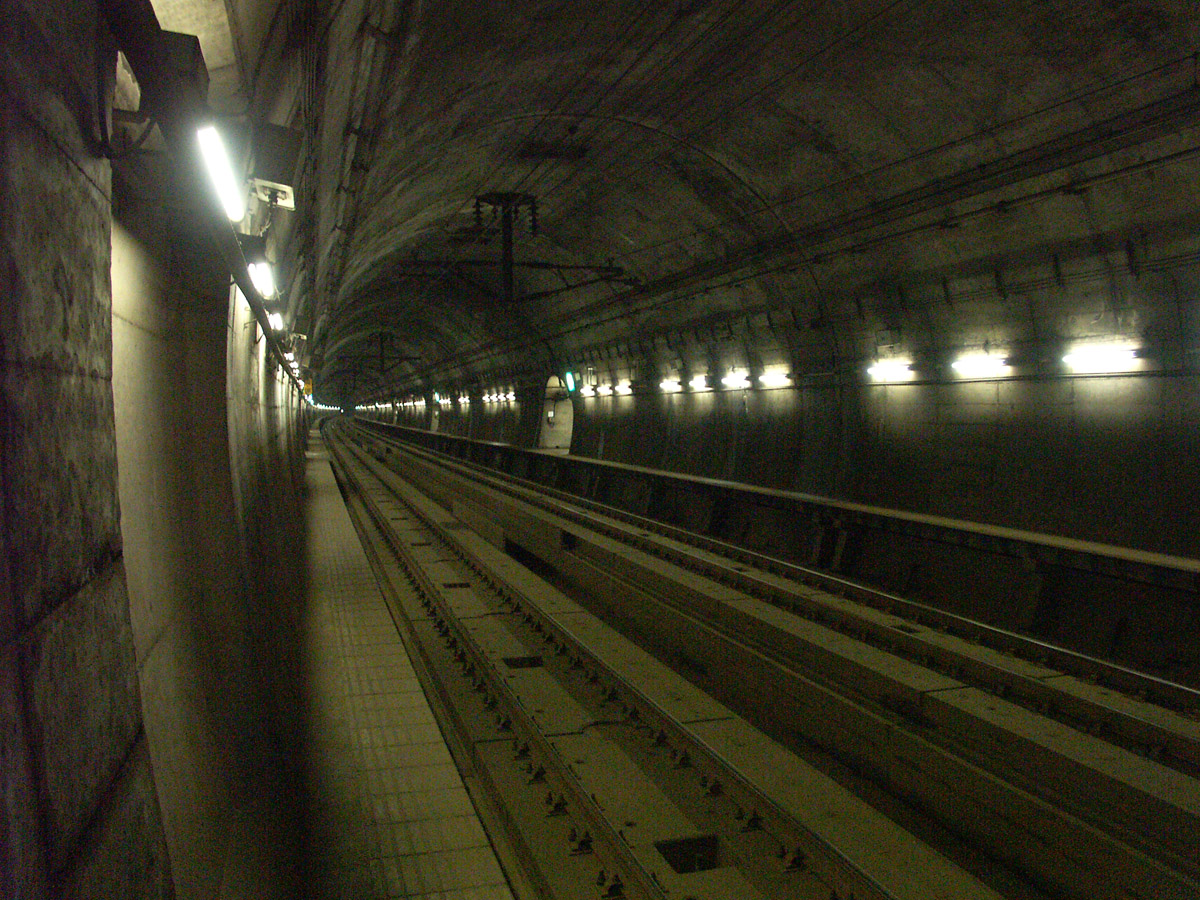
Seikan-Tunnel: Nothaltestelle Yoshioka-Kaitei, 150 m unter Meeresspiegel

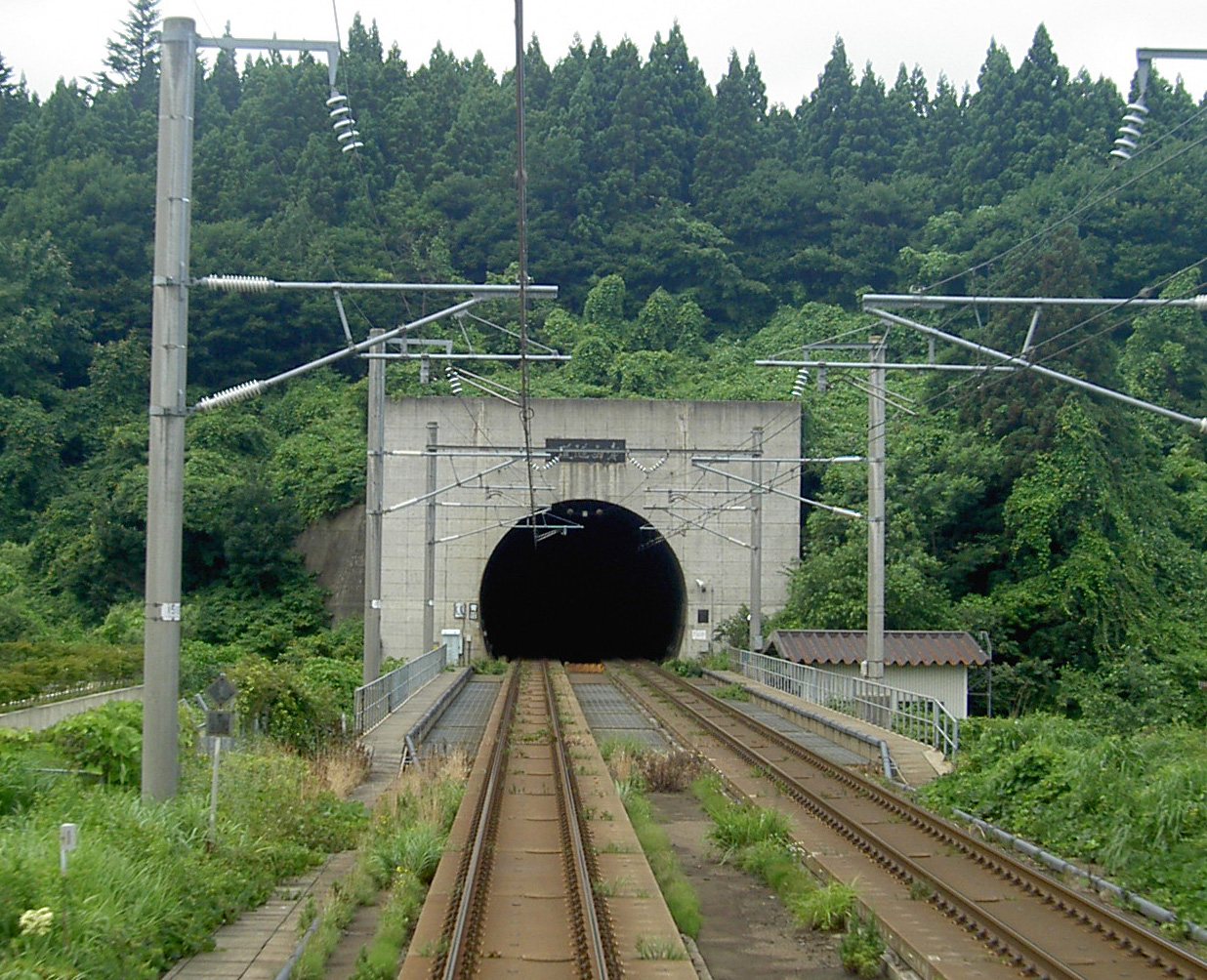
Südportal des Seikan-Tunnels vor dem Einbau der dritten Schienen für den Regelspurbetrieb

Unterwassertunnel dienen der Unterquerung von Gewässern. Bekannte Beispiele sind der Seikan-Tunnel mit einer Länge von 54 Kilometern (davon 23 unter dem Meeresboden), der 50 Kilometer lange Eurotunnel, der über 38 Kilometer unter dem Boden des Ärmelkanals verläuft, der unterirdische Teil der Öresundverbindung, der Tunnel unter dem Großen Belt und die sieben Kilometer lange Unterquerung der Severn-Mündung zwischen England und Wales.
Der Seikan-Tunnel war mit einer Länge von 53,850 Kilometern bis zum Durchschlag des Gotthard-Basistunnels der längste Tunnel der Welt.

### Schienen-Straßen-Tunnel
Beim Schienen-Straßen-Tunnel teilen sich Straßenverkehr und Eisenbahn den Tunnel. Bei Ennepetal nutzen beide Verkehrsträger den Kruiner Tunnel, in dem die Ennepetalbahn die Bahnstrecke Elberfeld–Dortmund unterquert. Das 89 m lange Bauwerk wurde 1882 fertiggestellt. Aktuell wird der Tunnel nur noch von Güterzügen genutzt, die vor der Einfahrt anhalten; deren Personal schaltet dann eine Signalanlage ein, die die Passage für die Straßenfahrzeuge sperrt.

## Betriebliche Probleme längerer Tunnel
Beim Betrieb langer Eisenbahntunnel kommt es zu verschiedenen Erscheinungen, die allgemein als Tunnelproblem bezeichnet werden. Diese entstehen in erster Linie durch den begrenzten Raum des Tunnels und die dadurch eingeschränkte Luftmenge sowie deren ungenügende Zirkulation. Die größten Probleme treten bei thermischen Fahrzeugen auf, also bei Dampflokomotiven und Lokomotiven mit Verbrennungsmotor (z. B. Diesellokomotiven). Weitere Probleme ergeben sich in der Bergung und Evakuierung von Personen und dem Einsatz von Rettungsmitteln nach Unglücksfällen im Bahnbetrieb.

### Das „Tunnelproblem“ des Dampfzeitalters

#### Tunneltemperatur
Die Temperatur wird vor allem in Tunneln mit mächtiger Gebirgsüberdeckung zum allgemeinen Problem. Denn durch die Geothermie ist es umso wärmer, je tiefer der Tunnel unter der Erde liegt. Dies hat zur Folge, dass die Temperatur im Tunnel viel höher sein kann als außerhalb des Tunnels. In langen Basistunneln kann die Temperatur über 40 °C betragen. Die starke Temperaturveränderung bei der Durchfahrt stellt, vor allem im Zusammenhang mit der häufig hohen Luftfeuchtigkeit, schon grundsätzlich hohe Anforderungen an die Triebfahrzeuge, denn durch die hohe Umgebungstemperatur wird die Abgabe der Abwärme der Fahrmotoren erschwert. Dieses Grundproblem wird zusätzlich dadurch verstärkt, dass durch den begrenzten Querschnitt des Tunnels keine große Luftmenge zur Aufnahme dieser Wärme zur Verfügung steht. Dies kann selbst bei relativ niedriger Tunneltemperatur vor allem bei Diesellokomotiven in einspurigen, steigungsreichen Tunneln zum Problem werden, da ihre Motoren unter Volllast viel Kühlluft benötigen, das heißt, sie bedürfen einer großen Kühlleistung. Das Problem verstärkt sich insbesondere, wenn sich mehrere Motoren knapp hintereinander im Zug befinden. Hier steigt die Temperatur der Ansaugluft von Motor zu Motor steil an. So wurden bei der Dreifachtraktion der Krauss-Maffei ML 4000 C’C’ in den Steigungen der Rocky Mountains bei der Ansaugluft des sechsten Motors Temperaturen von über 95 °C gemessen.

#### Sauerstoffproblem
Da durch den Tunnelquerschnitt nur eine begrenzte Menge an Sauerstoff zur Verfügung steht, nimmt dieser beim Einsatz thermischer Fahrzeuge tendenziell ab. Der verminderte Sauerstoffgehalt der Luft nimmt direkt auf den Verbrennungsvorgang Einfluss, dadurch sinkt die Leistung der Fahrzeuge. Daneben können auch das Personal und die Fahrgäste durch Sauerstoffmangel gefährdet sein. Für diese ist aber die Kohlenmonoxidkonzentration die größere Gefahr.
Durch die unvollständige Verbrennung in Dieselmotoren kann auch Kraftstoff in die Abgasanlage gelangen, welcher sich beim Verlassen des Tunnels durch den nun wieder vermehrt zur Verfügung stehenden Sauerstoff entzündet. Dieses Problem des Kraftstoffes in der Auspuffanlage trat unter anderem bei den ersten sechs Maschinen der Krauss-Maffei ML 4000 C’C’ auf.

#### Vergiftungsgefahr durch Kohlenmonoxid
Dieses Problem hängt zum Teil direkt mit dem Sauerstoffproblem zusammen: Durch den verminderten Sauerstoffgehalt wird die unvollständige Verbrennung gefördert, es entsteht dadurch vermehrt Kohlenstoffmonoxid statt Kohlenstoffdioxid. Da es sich hierbei um ein giftiges Gas handelt, kann dies sehr schnell lebensbedrohlich werden. Das Problem tritt am häufigsten bei Dampflokomotiven und falscher Brennstoffwahl auf. Aber auch bei Diesellokomotiven können die Abgase zu viel Kohlenstoffmonoxid enthalten.
So ist der Unfall am 4. Oktober 1926 im Rickentunnel auf dieses Problem zurückzuführen. Hier blieb ein Zug im Tunnel stecken, wobei das Zugpersonal und ein Teil der Rettungsmannschaft erstickte.

#### Sichtproblem, Rauchproblem
Vor allem bei Dampflokomotiven macht der vor dem Führerstand liegende Kamin Probleme, weil er die schädlichen Abgase in die meist offenen Führerstände bläst. Dadurch wird dem Lokomotivpersonal die Sicht auf die Tunnelstrecke, insbesondere auch auf Signale im Tunnel erschwert.

### Lösungen

#### Förderung der natürlichen Belüftung und künstliche Belüftung

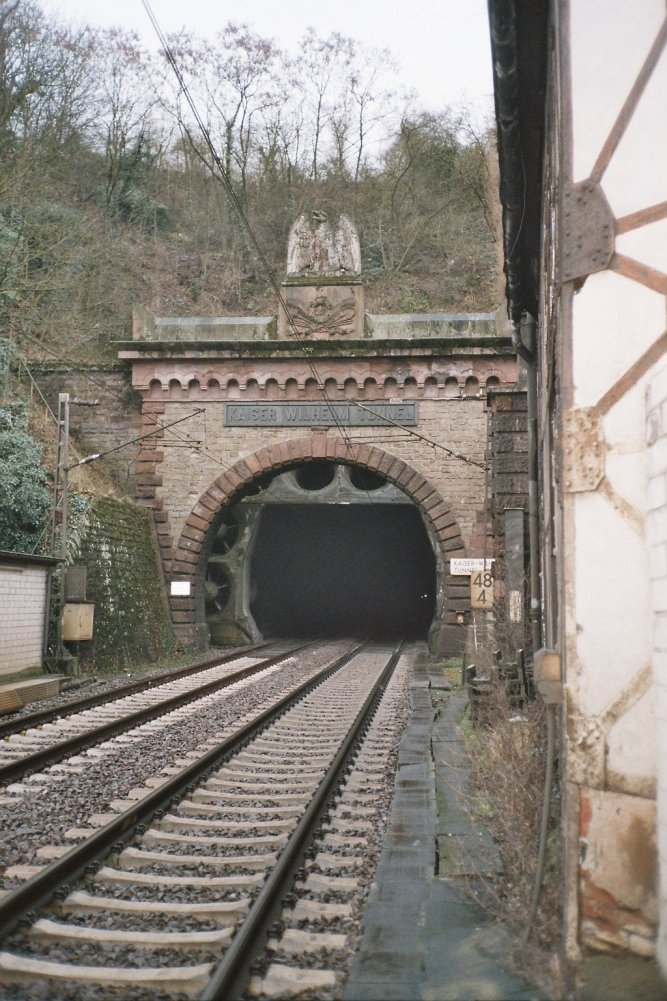
Belüftungsanlage am alten Kaiser-Wilhelm-Tunnel, die beim Umbau in den 2010er Jahren entfernt wurde

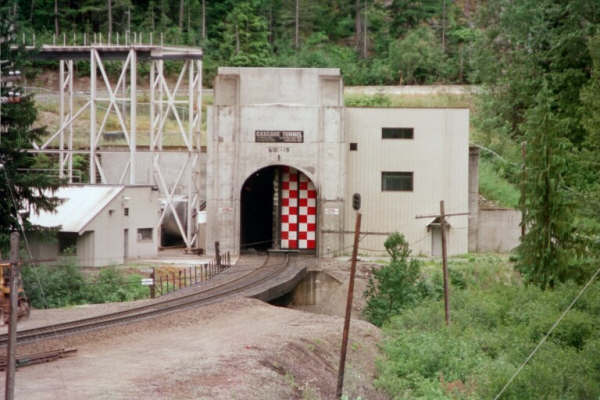
Verschlusstor des Cascade-Tunnels, mit dem Luftströmungen kontrolliert werden

Teilweise fördert das Wetter selbst eine verbesserte Belüftung des Tunnels, so herrscht in den meisten Alpentunneln ein steter Luftzug, der vom unterschiedlichen Luftdruck zwischen den beiden Tunnelportalen hervorgerufen wird. Hingegen wird ein quer zur Hauptwetterrichtung liegender Tunnel, mit Scheitelpunkt im Tunnel, fast nicht natürlich belüftet.
Bei gleichmäßig in einer Richtung ansteigenden Tunneln unterstützt der Kamineffekt die natürliche Tunnelbelüftung. Dieser Effekt ist bei Eisenbahntunneln wegen der flachen Neigung eher schwach ausgeprägt. Bei einem eventuellen Brand ist der Kamineffekt in höchsten Maße unerwünscht, da er zur Beschleunigung desselben und Erhöhung der Brandtemperatur führen kann. Dies geschah zum Beispiel bei der Brandkatastrophe der Gletscherbahn Kaprun 2, welche sich in einem stark geneigten Tunnel ereignete.
Zwei nebeneinander liegende einspurige Tunnelröhren, welche nur in einer Richtung befahren werden, belüften sich besser als ein doppelspuriger, in beiden Richtungen befahrener Tunnel.
In Tunnel mit schwacher Überdeckung können auch Abluftkamine eingebaut werden. Dies war während des Dampfzeitalters bei Stadttunneln das normale Vorgehen.
Eine Lösung des Tunnelproblems ist, dass man den Tunnel mit einem Gebläse künstlich belüftet. Die Belüftung kann wegen der hohen Temperatur auch in der Anfangsphase bei elektrifizierten Tunneln notwendig sein.

#### Elektrische Zugförderung
Die meisten Probleme lassen sich durch Einführung der elektrischen Zugförderung in den Griff bekommen. Dies hat zumeist auch eine Erhöhung der Leistungsfähigkeit zur Folge und erhält trotz der höheren Kosten deswegen oft den Vorrang.
Weil man im heißen, fast 20 Kilometer langen Simplontunnel Bedenken hatte, ob man die Probleme bei Dampfbetrieb in den Griff bekommen könne, wurde er von Anfang an mit elektrischen Lokomotiven befahren.
In Amerika wurden Tunnelstrecken in Baltimore (Howard-Street-Tunnel) und New York (Zufahrten North River Tunnels und East River Tunnels zur Pennsylvania Station) elektrifiziert errichtet, in New York überdies der seit dem späten 19. Jahrhundert vorhandene Park-Avenue-Tunnel zum damaligen Grand Central Depot beim Umbau desselben in das Grand Central Terminal Anfang des 20. Jahrhunderts elektrifiziert. Auch der Cascade-Tunnel der Great Northern Railway im Bundesstaat Washington wurde 1909 und der Hoosac-Tunnel 1911 elektrifiziert. Nach wie vor gilt in etlichen Tunneln ein Verbot jeglicher Verbrennungsmotoren, so auch zum Beispiel im Citytunnel Leipzig.

#### Kondensationslokomotive
Ein Nebeneffekt bei den ursprünglich ab Mitte des 19. Jahrhunderts aus energetischen Gründen entwickelten ersten Kondensationslokomotiven war eine Verminderung des Abdampfs. Die Metropolitan Railway beschaffte daher für ihre erste, 1863 eröffnete Tunnelstrecke in London, die Keimzelle der heutigen London Underground, Kondensationslokomotiven. Diese Maßnahme erwies sich alleine als nicht ausreichend und es war der Bau weiterer Belüftungsschächte nötig. Auch weitere britische Bahngesellschaften beschafften für ihre teils unterirdisch angelegten Stadtstrecken Lokomotiven mit Kondensationseinrichtungen, so etwa die Caledonian Railway für ihre Stadtstrecke in Glasgow unter der Argyle Street, die heutige Argyle Line. Für die ebenfalls über längere Tunnelabschnitte verfügende Wiener Stadtbahn wurde versuchsweise eine Lokomotive der Reihe 30 mit Kondensationseinrichtung ausgerüstet, was sich jedoch nicht bewährte.

#### Cab-Forward-Lokomotive
Bei den Dampflokomotiven brachte die Anordnung des Führerstandes an der Spitze der Lokomotive in Tunneln erhebliche Vorteile für die Lokomotivführer. Den Vorteil bei den Cab-Forward-Lokomotiven erkauft man sich aber durch Nachteile bei der Befeuerung und dem Brennstofftransport.
Mit Ölfeuerung bewährte sich das Konzept, dies war aber nicht billig im Betrieb. Cab-Forwards konnten sich dadurch nicht weit verbreiten und blieben Nischenbauarten. Bei der Südadriatischen Eisenbahn war mit den Gattungen Gr670 und Gr671 die größte Anzahl an Cab-Forward-Lokomotiven mit Kohlefeuerung im Betrieb. Die Southern Pacific Railroad, SP beschaffte sich eine größere Stückzahl mit Ölfeuerung. Die SP kaufte insgesamt 244 Cab-Forward-Lokomotiven, die sich auf die Klassen AC-1 bis AC-8 und AC-10 bis AC-12 verteilten.

#### Einspritzen von Kühlwasser in die Abgase
Diese Technik wird in Nordamerika bei Bahnstrecken mit längeren Tunnelstrecken verwendet. Dabei wird in den Abgasstrom oder in die Kühlerabluft von Diesellokomotiven Wasser gespritzt, um die Wärmeenergie darin an die Wassertropfen zu binden und abzuführen: Ein Liter Wasser kann verglichen mit einem m³ Luft mehr als die vierfache Wärmemenge aufnehmen.

#### Geänderte Kühlluftansaugung
Normalerweise befinden sich die Lufteintrittsöffnungen für Motor und Kühler so hoch wie möglich, um ein Ansaugen von Fremdkörpern und vor allem Flugschnee zu verhindern. Doch genau dies hat im Tunnel mehr Nachteile als Vorteile, da sich im oberen Bereich auch die Abgase der Motoren und Abluft der Kühler sehr schnell ausbreiten und sich in diesem Bereich, im Gegensatz zur freien Strecke, keine Frischluft befindet. Daher sind bei Lokomotiven, die Strecken mit hohem Tunnelanteil befahren, konstruktive Änderungen erforderlich (Beispiel: Die neuseeländische Klasse DX für den Betrieb durch den Otira-Tunnel). Die meisten dieser Änderungen lösen zwar das Problem der möglichen Überhitzung wegen des Ansaugens von heißer und verbrauchter Tunnelluft nicht endgültig, können aber die Fahrdauer bis zum Erreichen der kritische Grenze der Überhitzung erhöhen, womit sich die problemlos zu befahrenden Tunnellänge erheblich vergrößern kann.
Eine weitere Möglichkeit besteht darin, die Lüfter der Kühler so anzuordnen, dass man eine größere Luftmenge durch den Kühler bringt. Denn üblicherweise befinden sich die Lüfter für die Motorkühlung bei Diesellokomotiven über dem Kühler und saugen die Luft durch diesen. Um die Wirkung des Kühlers zu verbessern, verlegte man die Lüfter unter die Kühler und presst die Luft durch diese. Die Southern Pacific Railroad bestellte ab 1973 mit den Baureihen SD 45T-2 und SD 40T-2 solche Lokomotiven. Diese werden als „Tunnel Motors“ bezeichnet. Diese Bauweise ist vor allem sinnvoll, wenn entlang einer Strecke mehrere kurze Tunnel aufeinander folgen.
Eine andere Möglichkeit ist die möglichst große räumliche Trennung der Ansaug- und Abluftöffnungen, was auch die Tieferlegung von Ansaugöffnungen von der Dachkante an die Seitenwände nahelegt. Dazu ist das Ermitteln der Luftströmungen entlang des Fahrzeuges im Tunnel, und vor allem der Verwirbelung der Abluft, sehr wichtig. Wenn man die Kühlluft aus einem Bereich ansaugt, in den noch keine Abluft hingekommen sein kann, ist die Wirkung am effektivsten.

#### Sicherheitskonzept

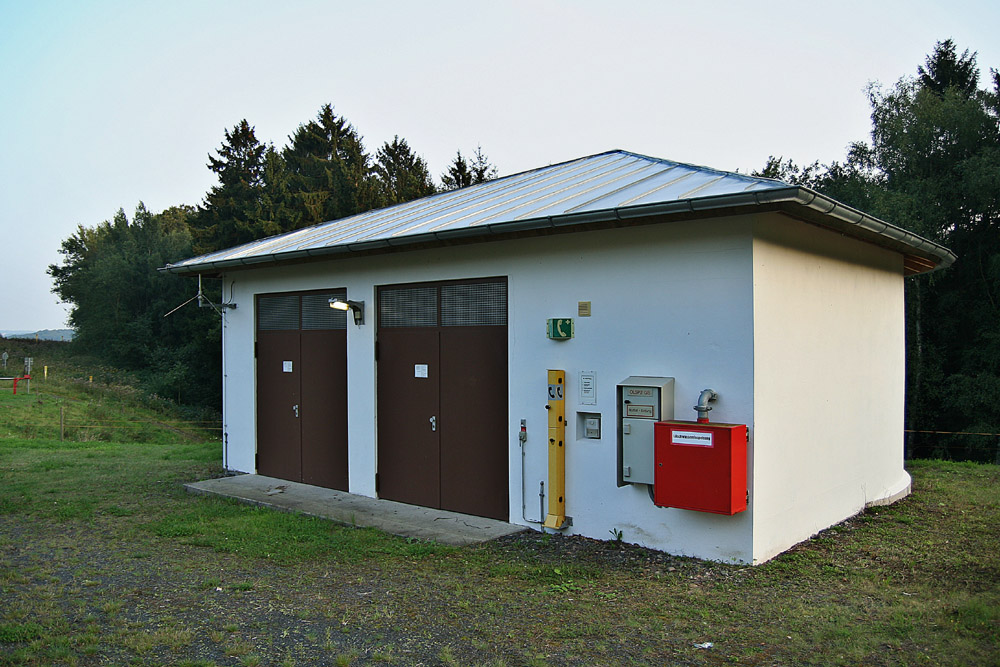
Notausgang des Günterscheidtunnels

Längere Tunnel mit nur einer Tunnelröhre neuerer Bauart sind mit Fluchtwegen und Notausgängen ausgestattet. Diese Notausgänge führen über Leitern oder Treppen zu Rettungsplätzen im Freien oder, wie beim Arlbergtunnel, zum parallel verlaufenden Straßentunnel. Hierdurch erhalten Rettungskräfte zusätzliche Zugänge, Personen können dadurch schneller geborgen und evakuiert werden.
Zur Unterstützung der Rettung und Bergung unterhalten die Bahnen Lösch- und Rettungszüge. Diese sind in der Regel mit Geräte-, Sanitäts- und Transportwagen ausgestattet. In regelmäßigen Übungen wird der Einsatz dieser Rettungszüge mit den vor Ort zuständigen Rettungskräften trainiert.
Bei neueren Tunneln sind Systeme vorhanden, um die Oberleitung im Falle eines Unglücksfalls im Tunnelbereich ausschalten und bahnerden zu können. In einigen längeren Tunneln stehen Systeme des Behördenfunks, Notbeleuchtungen, Fernsprecher und Löschwasserleitungen zur Verfügung.

### Betriebliche Probleme langer Tunnel: Gegenwart

#### Luftwiderstand

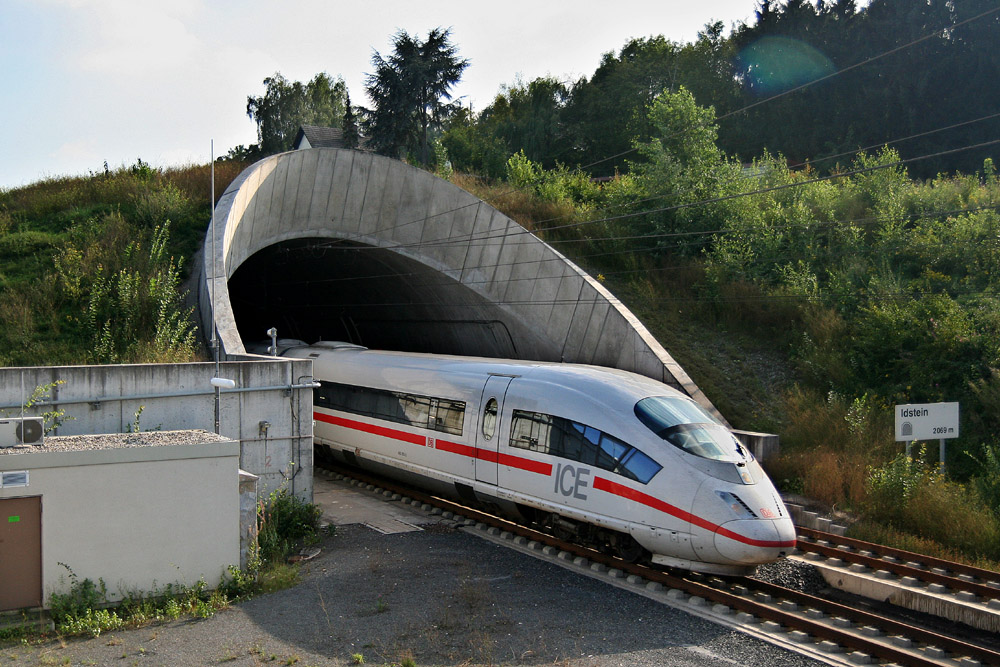
Aerodynamisch optimiertes Tunnelportal am Idsteintunnel

Unter Umständen kann sich auch der gegenüber offenen Strecken deutlich erhöhte Luftwiderstand als Problem erweisen. Der Luftwiderstand im Tunnel ist ein äußerst komplexes, mit Rechenmodellen nur schwer zu erfassendes Phänomen, da verschiedene Prozesse ineinandergreifen. So schiebt einerseits die Stirnfläche des Zuges eine Art „Luftpolster“ in Fahrtrichtung vor sich her (Kolbeneffekt). Andere Luftpakete werden durch den Druckunterschied zwischen Zugspitze (Überdruck) und Zugschluss (Unterdruck) tendenziell am Zug entlang nach hinten „gesaugt“. Beide Strömungen unterliegen einem mehr oder weniger starken Widerstand, je nachdem ob laminare oder turbulente Strömungsmuster vorherrschen. Der resultierende Luftwiderstand hängt somit von Länge, Querschnittsfläche und Oberflächenbeschaffenheit sowohl des Tunnels als auch des Zuges ab. Während sich der Luftwiderstand bei Hochgeschwindigkeitszügen dank aerodynamischer Formgebung bis zu relativ hohen Geschwindigkeiten in erträglichen Grenzen halten lässt, kann es bei Güter- und vor allem bei RoLa-Zügen infolge verwinkelter Oberflächen sehr leicht zu starken Wirbelbildungen und – vor allem bei langen Tunneln und bereits bei mäßig hohen Geschwindigkeiten – entsprechend hohem Luftwiderstand kommen. Für dessen Überwindung muss nicht nur unverhältnismäßig viel Energie aufgewendet werden; diese muss zudem – in Form von Wärme – wieder aus dem Tunnel abgeführt werden.

#### Druckschwankungen
Sollen lange Tunnel mit hohen Geschwindigkeiten durchquert werden, ist neben dem Energieumschlag auch anderen aerodynamischen Erscheinungen wie etwa den sprunghaften Luftdruckschwankungen bei der Tunneleinfahrt eines Zuges (Tunnelknall) Beachtung zu schenken.
Auf die genannten Probleme wird örtlich auch durch ein Tunnelbegegnungsverbot reagiert.

## Funktionen

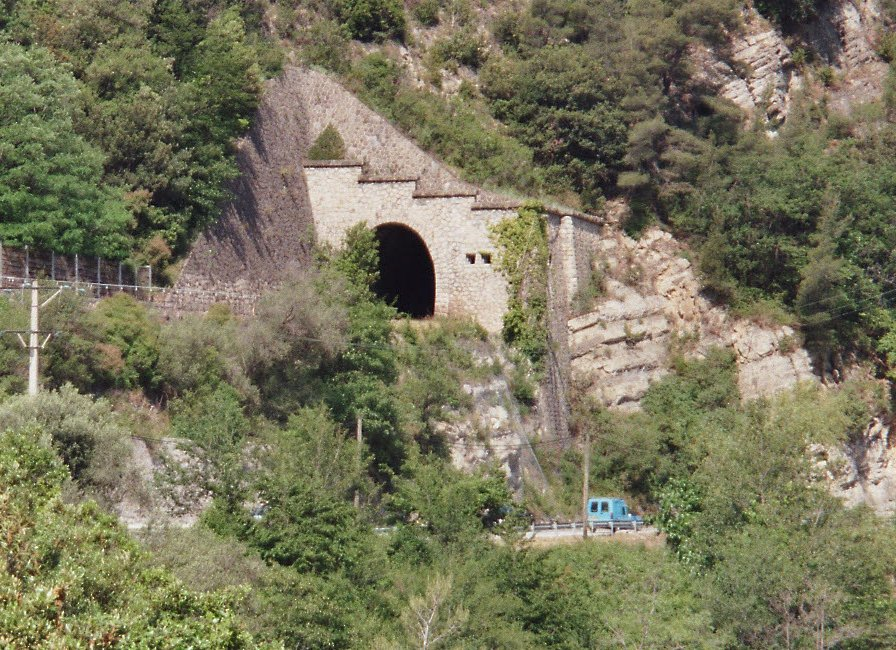
Tunnelportal mit Schießscharten (Tendabahn)

- Der Pfingstbergtunnel und der Forsttunnel im Verlauf der Schnellfahrstrecke Mannheim–Stuttgart wurden primär aus Umweltschutzgründen gebaut (zur Vermeidung der Trennwirkung der Bahnstrecke) und nicht, um einen Berg zu durchfahren. Sie weisen eine geringe Überdeckung auf und wurden in offenen Baugruben erbaut, die überdeckelt wurden.
- Insbesondere im innerstädtischen Bereich lässt sich der Bau einer neuen Bahn oft nur im Untergrund realisieren. Dies gilt speziell für U- und S-Bahn-Systeme.
- Der Weissensteintunnel wird bisweilen als längstes Kino der Welt genutzt.